# Kölleda

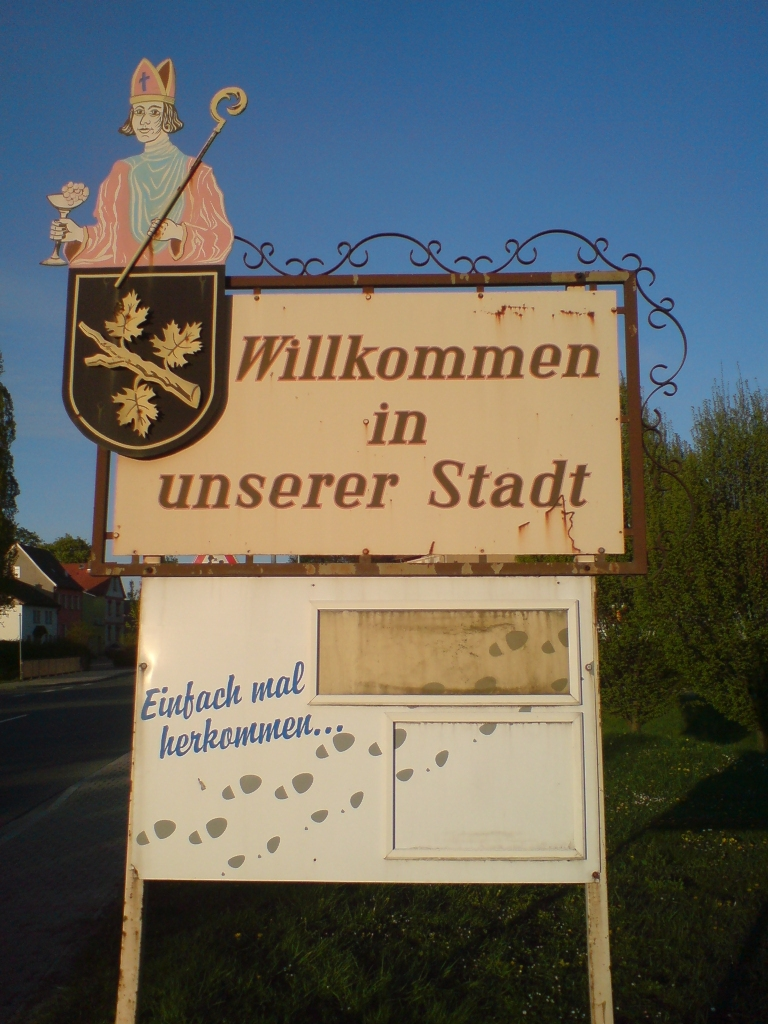
Willkommensschild in Kölleda

Kölleda (bis 1927 Cölleda) ist eine ländlich geprägte Kleinstadt in Thüringen. Die Kommune gehört zum Landkreis Sömmerda und liegt etwa zehn Kilometer östlich der Kreisstadt Sömmerda am Rande des Thüringer Beckens. Sie ist mit ca. 6500 Einwohnern die drittgrößte Kommune im Landkreis. Kölleda ist der Sitz der Verwaltungsgemeinschaft Kölleda, ohne jedoch dazu zu gehören. Die Einwohner heißen „Kölledaer“.
Für die Region übt Kölleda die Funktion eines Unterzentrums aus. Die Stadt ist geprägt von einem früheren traditionell großen Arznei- und Gewürzkräuteranbau, insbesondere Pfefferminze. Dies führte zu dem Beinamen „Pfefferminzstadt“ und „Pfefferminzbahn“ für die vorbeiführende Bahnstrecke Straußfurt–Großheringen.
Kölleda hat eine 1200-jährige bewegte Geschichte. Bedeutend für die Stadtentwicklung waren während der NS-Zeit der Bau von Fliegerhorst und Luftzeugamt für die Luftwaffe sowie später zur DDR-Zeit der VEB Funkwerk Kölleda (heute Funkwerk AG). Nach dem Zweiten Weltkrieg wurde dieses als „Neutrowerk“ von engagierten rückgekehrten und zugezogenen Fachleuten – nach schwierigsten Verhandlungen mit der sowjetischen Militärverwaltung – im deshalb nicht gesprengten „Altbau“ des Fliegerhorstes gegründet. In Kölleda gibt es viele kleinere und mittelständische Unternehmen. Vor allem die Elektrotechnik und die Metallverarbeitung haben als Wirtschaftsfaktor für die Stadt zunehmende Bedeutung erlangt.
Bekannt ist die „Jahnstadt“ Kölleda auch als Verbannungsort für den „Turnvater“ Friedrich Ludwig Jahn (Gedenktafel östlich der Roßplatz-Kreuzung; um 1960 auch mit „Jahnsportspielen“ und heute wieder mit dem Jahnplatz) sowie als Geburtsort des Chemikers Fritz Hofmann, Erfinder des künstlichen Methylkautschuks (Buna-Gummi), mit dem Geburtshaus (Gedenktafel) in der nach ihm umbenannten ehemaligen Auenstraße.

## Geographie
Kölleda liegt in einer Höhe von etwa 145 m über Normalnull und hat eine zentrale Lage im Schwarzerdegebiet im nordöstlichen Thüringer Becken. In unmittelbarer Nähe erstrecken sich die bewaldeten Höhenzüge Finne und Schmücke östlich beziehungsweise nördlich der Stadt. Das Stadtgebiet umfasst eine Fläche von 31,28 Quadratkilometern. Die Stadt liegt zehn Kilometer östlich von Sömmerda und 24 Kilometer nördlich von Weimar.

### Nachbargemeinden
Kölleda grenzt an folgende Gemeinden (im Uhrzeigersinn, von Norden beginnend): Sömmerda, An der Schmücke, Oberheldrungen, Roßleben-Wiehe, Ostramondra und Großneuhausen.

### Geologie
Das Thüringer Becken, in dem Kölleda liegt, gehört erdgeschichtlich zur Trias-Zeit, in der sich horizontale Deckschichten aus Buntsandstein, Muschelkalk und Keuper ablagerten. Darunter liegen Salz- und Gipsablagerungen des Zechstein.

### Stadtgliederung
Kölleda besitzt neben der Kernstadt sieben Ortsteile: Altenbeichlingen, Backleben, Battgendorf, Beichlingen, Burgwenden, Dermsdorf, Kiebitzhöhe und Großmonra.

### Klima
Das Klima Kölledas kann wie das Klima einer „gemäßigten Provence“ mit wenig Regen und viel Sonne beschrieben werden. Die Stadt zählt zu den niederschlagsärmsten Orten Deutschlands. Obwohl sich Kölleda in einer sich stark erwärmenden Senke befindet, werden dort keine Monatsdurchschnittstemperaturen von über 21 °C erreicht. Der durchschnittliche Niederschlag pro Jahr liegt bei etwa 469 mm.

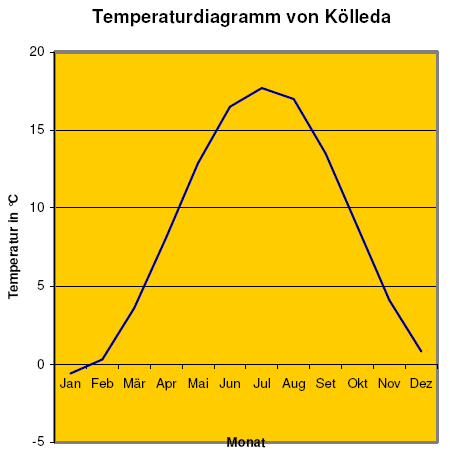
Temperaturdiagramm von Kölleda
Niederschlagsmittelwerte für den Zeitraum von 1961 bis 1990

## Geschichte

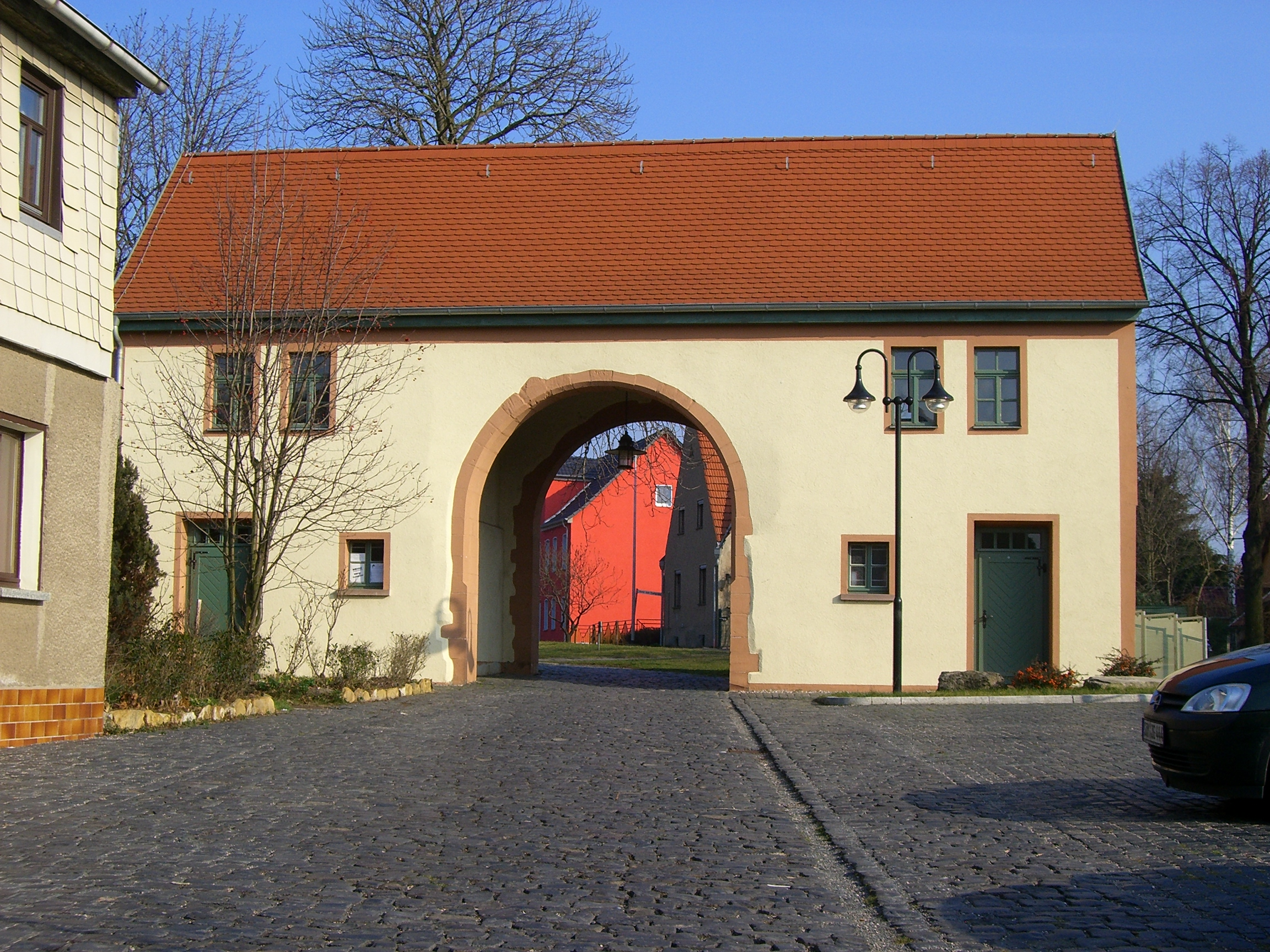
Das Backleber Tor

### Ersterwähnung und Namensherkunft
Kölleda wurde als Dorf Collide im Jahr 786 erstmals im Güterverzeichnis des Klosters Hersfeld, dem Breviarium Sancti Lulli, urkundlich erwähnt. Bei der Endung des Ortsnamens liegt eine Verbindung zwischen dem althochdeutschen -idi und dem altsächsischen -ithi vor. Die Deutung des Ortsnamens ist schwierig. Allgemein durchgesetzt hat sich die Meinung, dass Collide so viel wie „im sumpfigen Gelände“ bedeutet. Diese Namensdeutung dürfte wohl aufgrund der Lage des Ortes im geologischen Gebiet des Thüringer Beckens zutreffend sein.
Das Grundwort dürfte kaum auf das aus der lateinischen Sprache entlehnte Caulis für Kohl hervorgehen, wie früher gemutmaßt wurde, da vermutlich der Vokal in der Ortsbezeichnung Collide vor dem Doppel-l kurz gewesen ist. Kurze Vokale sind hingegen bei den alt- und mittelhochdeutschen Wörtern kolo und kol für Kohle/Holzkohle beziehungsweise alemannisch cholle(n) für glimmen/glühen enthalten. Andere Meinungen gehen deshalb davon aus, dass Collide einen Ort bezeichnete, wo man Holzkohlen herstellte, also einen Kohlenmeiler. Da Kölleda nicht in einem Waldgebiet lag, gibt es in der Forschung noch weitere Deutungen, z. B. einen Anbauort für Pfefferkraut (Kölle), also Pfefferminze, die man heute noch hier anbaut.
Im Laufe der Jahrhunderte änderte sich der Ortsnamen in das bis heute gebräuchliche „Cölleda“. Seit 1927 wird der Stadtname offiziell mit „K“ geschrieben, also „Kölleda“ statt „Cölleda“.
Vom Volksmund wird zudem der Spitzname „Kuhkölln“ benutzt. In einer alten Akte taucht 1487 diese Ortsbezeichnung auf, die nach einer Sage, welche der Chronist Friedrich Heinrich Grüning 1833 aufschrieb, folgenden Ursprung haben soll:

„Ein vornehmer Herr wollte einst durch die Stadt reisen, und als er durch das Thor kam, begegnete ihm eine sehr große Menge Rindvieh, welche auf die zur Stadt gehörenden schönen Viehweiden getrieben ward. Da er nun vor dem Thore eine geraume Zeit warten mußte, um das ihm in einer langen Reihe entgegenkommende Rindvieh vorbei zu lassen, so fragte er, wie der Ort hieße. Man sagt ihm er heiße Cölln. ‚Ei‘, spricht der fremde Herr, ‚man möchte ihn wohl, zum Unterschiede zu anderen Städten, Kuhcölln heißen, weil die Einwohner eine so große Herde Vieh halten können.‘“

Glaubwürdig ist auch eine Deutung mit der Ableitung von den Hauben der Nonnen des hiesigen Klosters, den Kukelen. Auch heute noch verwendet die Bevölkerung den Spitznamen, insbesondere beim jährlich stattfindenden Karnevalsumzug mit „Kuhkölln – Helau“.

#### Historische Schreibweisen des Namens Kölleda
| Schreibweise      | Erwähnung in Urkunden     |
| ----------------- | ------------------------- |
| Collide           | im Jahr 786               |
| Collithi          | in den Jahren 1005–1012   |
| Colleda           | im Jahr 1044              |
| Kulide            | im Jahr 1195              |
| Kolleda           | im Jahr 1224              |
| Culleda           | im Jahr 1229              |
| Kuhkollen         | im Jahr 1478              |
| Colleda           | Ende des 15. Jahrhunderts |
| Colde             | im Jahr 1519              |
| Cöln an der Lossa | im 16. Jahrhundert        |
| Cölleda           | bis 1927                  |
| Kölleda           | ab 1927                   |

### Mittelalter
Lehnsherr der Stadt war das Stift Hersfeld, das mit Einnahmen aus dem Ort die Grafen von Beichlingen belehnte. Als die Peter-Paul-Kirche im Dorf für die wachsende Bevölkerung langsam zu klein wurde, baute man im Jahr 1266 an ihrer Stelle die St.-Johannes-Klosterkirche. Die Kirche war Teil des am 8. September auf Veranlassung des Abtes Lullus vom Kloster Hersfeld gegründeten Klosters vom Nonnenkonvent des grauen St.-Benedikt-Ordens. Im Jahr 1303 wurden zahlreiche Juden in Cölleda und in der Umgebung aufgrund ihrer Religion ermordet. Cölleda entwickelte sich am Schnittpunkt zweier Handelsstraßen als Markt- und Handelszentrum zum bedeutendsten Ort der Umgebung, was dazu führte, dass Friedrich VI. Graf von Beichlingen Cölleda im Jahr 1392 das Stadtrecht verlieh. Trotz Stadtrecht verblieb die oberste Lehnshoheit jedoch beim Kloster Hersfeld. 1519 traten die Herren von Werthern an die Stelle der Beichlinger Grafen. Ihr Familienwappen wurde in das Stadtwappen von Cölleda aufgenommen.

### Neuzeit und Industrialisierung
Bei einer pestartigen Seuche starben 1518 500 Menschen in Cölleda. Im Jahr 1519 erhielten die Grafen von Werthern die Grafschaft Beichlingen und die Rechte für die Stadtgemeinde Cölleda. Mit dem Aufschwung von Ackerbau und Viehzucht in der Gegend entstand ein ausgeprägtes Marktwesen, was dazu führte, dass 1528 ein Marktbrunnen erbaut wurde. Nach dem Schmalkaldischen Krieg zählte Cölleda zum Kurfürstentum Sachsen. 1553 wurde das Backleber Tor erbaut und drei Jahre später das Brückentor. Durch die Auflösung des Klosters Hersfeld erwarb die Stadt die dazugehörigen Ländereien. Der Pest fielen in den Jahren 1577 und 1578 448 Menschen zum Oper. Während des Dreißigjährigen Krieges (1618–1648) kam es in der Stadt immer wieder zu militärischen Aktivitäten, Plünderungen und Epidemien. Bei der Pest im Jahr 1626 starben in Kölleda 1000 Menschen. Im Jahr 1634 kamen für 22 Wochen kursächsische Truppen in Cölleda in Standquartier. Cölleda hatte monatlich 800 Thaler Kontribution zu zahlen. Zur Erinnerung an den Frieden nach dem Krieg wurde am 19. April 1649 ein Denkstein im Verlauf der Gemarkungsgrenze von Cölleda und Großneuhausen errichtet.
Neben den zwei bestehenden Rathäusern wurde 1702 das dritte Rathaus gebaut. Im Jahr 1724 wurde das Kurfürstlich-Sächsische Postamt errichtet und 1744 die neue Schule am Markt. Preußen erhielt nach dem Wiener Kongress 1815 einige albertinische Lande, darunter auch Cölleda. Mit der Verlegung des Landratsamts von Wiehe nach Cölleda im Jahr 1824 wurde Cölleda per königlicher Kabinettsorder zur Kreisstadt des neu eingerichteten Landkreises Eckartsberga im Regierungsbezirk Merseburg der Provinz Sachsen erhoben. Das Jahr 1824 markierte zudem den Beginn des Anbaus medizinischer Kräuter, hier besonders Pfefferminze, wodurch Cölleda 1830 den Beinamen Pfefferminzstadt erhielt. Im Rahmen der Märzrevolution 1848 setzten sich Bürgerwehreinheiten gegenüber preußischem Militär durch und zwangen die Soldaten zum Rückzug aus der Stadt. Am 22. September des Jahres kam es in Cölleda zu einer Volksversammlung, an der sich 15.000 Menschen aus Cölleda, Sömmerda und den umliegenden Dörfern beteiligt haben sollen. Diese Versammlung war Ausdruck einer Volksbewegung, die in zwei Nachbargemeinden Sömmerdas die Enteignung des Großgrundbesitzes und seine Aufteilung unter den Bauern und Tagelöhnern erzwungen hatte. Die Bewegung wurde jedoch niedergeschlagen und einer ihrer führenden Personen sowie 70 andere Menschen aus der Region zu jeweils 25 Jahren Zuchthaus verurteilt. Im Jahr 1857 wurde die Kreissparkasse errichtet. Die 1870 in Cölleda gegründete Saal-Unstrut-Eisenbahn-Gesellschaft (SUE) eröffnete 1874 die Bahnstrecke Straußfurt–Großheringen („Pfefferminzbahn“); damit erhielt Cölleda auch eine Telegraphenstelle. Sieben Jahre nach Inbetriebnahme der Bahnstrecke wurde 1881 der Betrieb von Postkutschen eingestellt. Im Jahr 1884 wurde das Kreisständehaus (Landratsamt) erbaut. Der Brunnen wurde 1890 an die neugebaute Wasserleitung von der Backleber Quelle angeschlossen.
Zur Jahrhundertwende 1900 wurde ein Gaswerk in Cölleda errichtet, die neue Schule in der Hundtgasse wurde übergeben und der erste Telefonanschluss in Betrieb genommen. Im Jahr 1908 wurde ein Krankenhaus erbaut. Die Übergabe des Kinderheims, welches aus den Mitteln der Karl- und Fritz-Feistkorn-Stiftung erbaut worden war, erfolgte 1911. Am 12. März 1912 wurden die Bauaufträge für die Bahnstrecke Laucha–Kölleda (Finnebahn) vergeben. Im Jahr 1913 wurde das öffentliche Wannenbad durch die Feistkornstiftung übergeben.
Am 1. Mai 1914 erfolgte die Eröffnung der Teilstrecke Cölleda–Lossa der Finnebahn.
Durch den Bau der Finnebahn wurde Cölleda Eisenbahnknotenpunkt. Am Ende des Ersten Weltkriegs (1914–1918) zählte Cölleda mehr als 100 Gefallene.
Die Elektrifizierung Cölledas begann im Jahr 1924. Aufgrund des morphologisch treffenderen Anlauts wurde die Schreibweise 1927 in Kölleda geändert.

### Vom Nationalsozialismus bis zur Gründung der DDR
Am 1. Januar 1934 wurde das preußische Gemeindeverfassungsgesetz vom 15. Dezember 1933 eingeführt, es erfolgte eine Umbenennung der Stadtgemeinde Kölleda in Stadt Kölleda. In der Zeit des Nationalsozialismus erlebte Kölleda ein starkes Bevölkerungswachstum, begründet in der Wiederaufrüstungspolitik der dreißiger Jahre. 1935 wurde in Kölleda ein Fliegerhorst und ein Luftzeugamt errichtet, was einen Wendepunkt in der Stadtentwicklung darstellte, denn innerhalb weniger Jahre hatte sich im Zusammenhang mit Fliegerhorst und dem dazu notwendigen flugtechnischem Personal die Einwohnerzahl fast verdoppelt. Im Jahr 1936 wurden die Schillingstedter Siedlung und die Bahnersiedlung gebaut, die Kasernen auf der Kiebitzhöhe errichtet und die Kiebitzhöhe erhielt einen Bahnhaltepunkt. Parallel wurde der Flugplatz zu einem der größten Stützpunkte der Luftwaffe in Deutschland ausgebaut. Am 1. November 1941 wurde die Auenstraße anlässlich des 75. Geburtstages von Fritz Hofmann in Prof.-Hofmann-Straße umbenannt.
Kurz nach der Machtergreifung der Nationalsozialisten setzte eine starke Verfolgung von Juden, Sozialdemokraten, Kommunisten und Mitgliedern der bekennenden Kirche ein, mehrere Bürger von Kölleda wurden in Konzentrationslager deportiert. Ein anderer Bürger wurde 1943 wegen „heimtückischer Äußerungen“ zu Gefängnishaft verurteilt, die er im Strafgefängnis Erfurt verbüßte. Eine durch ihren nicht-jüdischen Ehemann bis dahin geschützte Frau wurde 1944 in das KZ Theresienstadt deportiert, wo sie zwei Tage nach ihrer Ankunft verstarb. Während des Zweiten Weltkrieges musste eine große Anzahl von Kriegsgefangenen sowie Frauen und Männer aus Belgien, Frankreich, den Niederlanden und der Sowjetunion Zwangsarbeit verrichten: auf dem Fliegerhorst und auf der Angorafarm. Auf Anweisung der SED-Landesleitung wurde 1946/47 das Kriegerdenkmal auf dem Rossplatz zu einer Gedenkstätte für die Opfer des Faschismus umgestaltet.
Trotz eines Luftangriffs im Jahr 1944 auf den Flugplatz in Kölleda blieb die Innenstadt während des Zweiten Weltkriegs verschont und wurde am 11. April 1945 kampflos an die US-Amerikaner übergeben, den die Alliierten als Advanced Landing Ground ALG R-18 bezeichneten. Am 1. Juli wurde die amerikanische Besatzung durch die sowjetische abgelöst.
Gleich nach der Übernahme richtete die Sowjetarmee in der Villa Ecke Bahnhofstraße–Hopfendamm ein Gefängnis ein. Das Gefängnis wurde vom sowjetischen Geheimdienst betrieben. Es gab vielfältige Haftgründe, wie Misshandlung von Ostarbeitern, Tätigkeit in nationalsozialistischen Organisationen, Waffenbesitz und Betätigung als Werwolf. Die Häftlinge wurden teilweise auch bei Verhören misshandelt und einige wurden anschließend vom Militärtribunal in Naumburg zu 10 oder 25 Jahren Strafarbeit verurteilt. Es gab ebenfalls Verurteilungen zum Tode, die Hinrichtungen erfolgten im Roten Ochsen in Halle. Die anderen Verurteilten kamen über Halle in die Festung Torgau (Fort Zinna) oder nach Bautzen. Ende 1947 wurden die Häftlinge in das sowjetische Speziallager Sachsenhausen verbracht. Ein Musterbeispiel ist die Geschichte der Greussener Jungs.
Zu Beginn des Jahres 1948 wurde die Finnebahn zugunsten der Reparationsleistungen für die Sowjetunion stillgelegt.

### DDR-Zeit

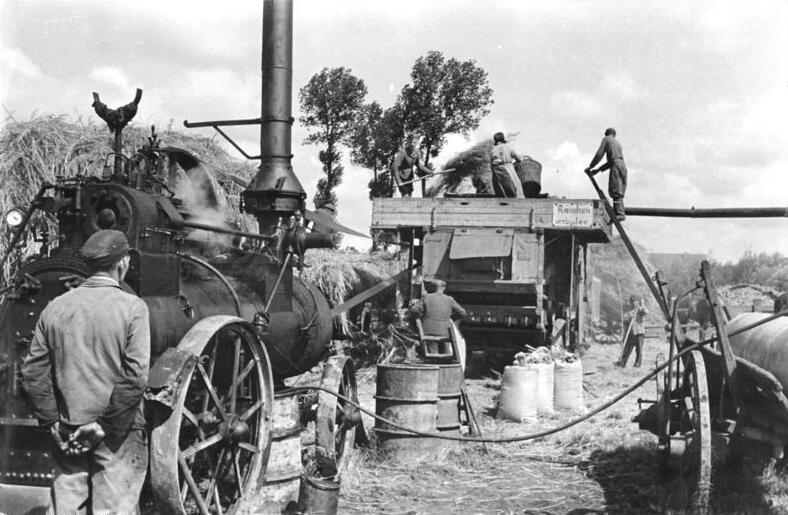
Getreidedresche Dermsdorf 1953

Am 7. Oktober 1949 wurde Kölleda Teil der neu gegründeten Deutschen Demokratischen Republik. Die Regierung von Sachsen-Anhalt beschloss im Jahre 1950 die Umbenennung des Kreises Eckartsberga in Kreis Kölleda. Battgendorf wurde am 1. Juli 1950 eingemeindet. Auf Grund der Gebietsreform 1952 verlor Kölleda seinen Kreisstadtstatus und gehört seitdem zum Landkreis Sömmerda (bis 1990 Bezirk Erfurt, seitdem Thüringen). Im Jahr 1957 wurde das städtische Schwimmbad am Streitsee übergeben. Die Kiebitzhöhe wurde als neuer Stadtteil im Osten der Stadt im Jahr 1958 errichtet. Ein Busbahnhof wurde 1968 am Rossplatz errichtet. Im Jahre 1978 wurde der Gemeindeverband gegründet. Die 1200-Jahr-Feier fand 1986 statt. 1990 war Kölleda ein Austragungsort von Spielen zur U-16-Fußball-Europameisterschaft 1990.

### Nachwendezeit

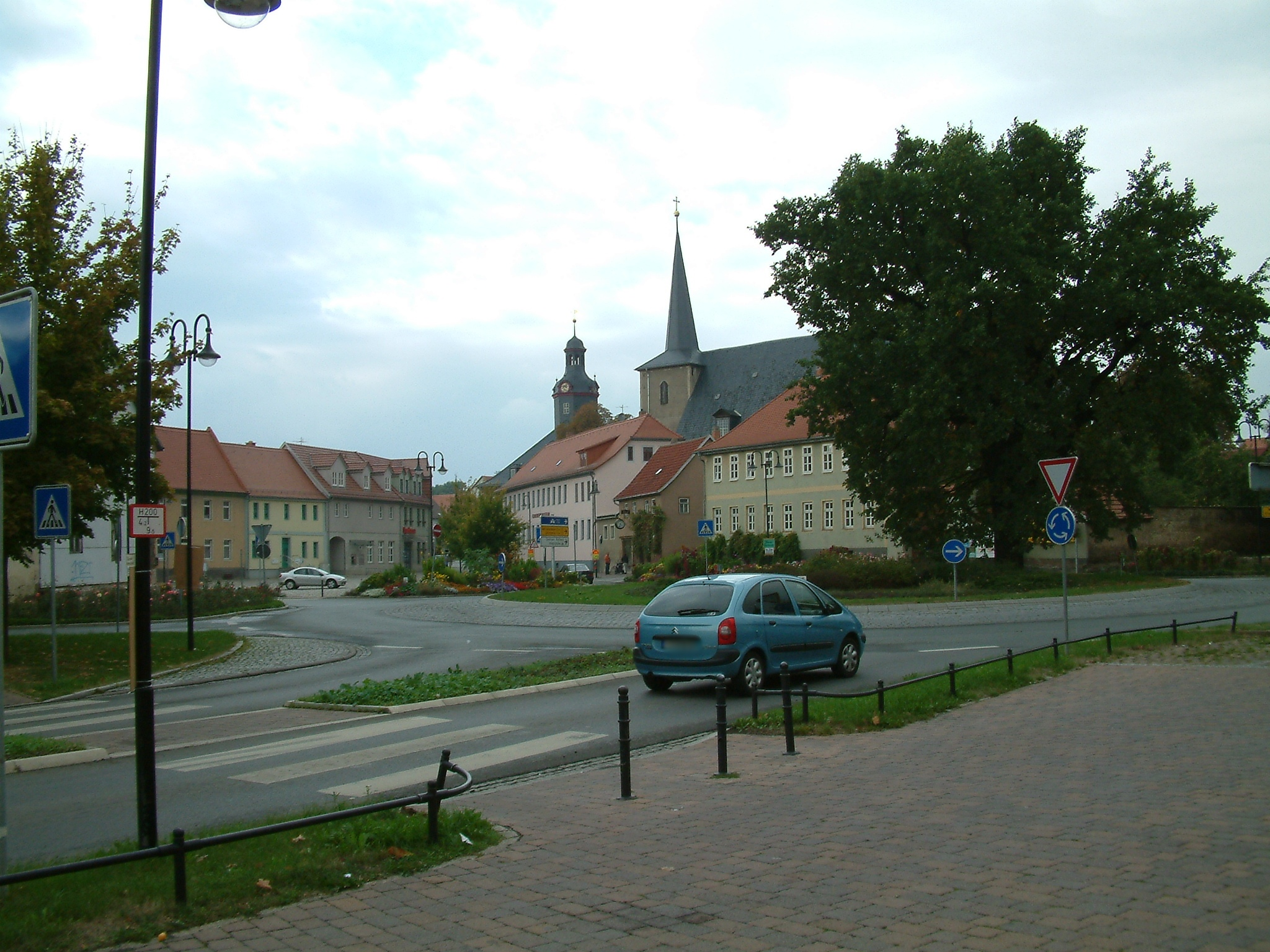
Der Roßplatz

Im Jahr 1992 wurde das Wohngebiet Feistkornstraße mit 212 Wohnungen übergeben. Im gleichen Jahr feierten die Kölledaer Bürger mit ihren Gästen das 600-jährige Jubiläum der Verleihung des Stadt- und Marktrechtes durch den Grafen Friedrich VI. von Beichlingen. Ein Jahr später wurden die Stadtbibliothek und das Stadtarchiv im ehemaligen Wannenbad eingeweiht. Die Verwaltungsgemeinschaft Kölleda wurde 1994 gegründet. Zur Verwaltungsgemeinschaft gehörten nun die Gemeinden Beichlingen, Großmonra, Großneuhausen, Kleinneuhausen, Ostramondra und Schillingstedt. Im gleichen Jahr wurde das Heimatmuseum am Rossplatz nach einer Rekonstruktion wieder eröffnet. Dermsdorf wurde am 22. Januar durch das Thüringer Neugliederungsgesetz vom 27. August 1993 eingemeindet. Im Jahr 1997 wurde das Richtfest für den Schulerweiterungsbau am Prof.-Hofmann-Gymnasium gehalten. Die Kräutermühle wurde 1998 eingeweiht. Bei einem Rekordversuch 1999 konnte sich Kölleda mit dem größten Teebeutel der Welt ins Guinness-Buch der Rekorde eintragen.
Im Jahr 1999 strebte die Stadt die Beendigung ihrer seit 1994 bestehenden Mitgliedschaft in der Verwaltungsgemeinschaft Kölleda an, weil sie sich dadurch in ihrem kommunalen Selbstverwaltungsrecht verletzt sah. Da dies nach §§ 25 und 48 Satz 1 des Thüringer Gemeindeneugliederungsgesetzes nicht möglich war, legte sie beim Thüringer Verfassungsgerichtshof Verfassungsbeschwerde ein. Der Verfassungsgerichtshof hat die Verfassungsbeschwerde jedoch mit einem Urteil vom am 30. Juli 1999 zurückgewiesen.
Zur Jahrtausendwende 2000 wurde das Funkwerkmuseum Kölleda übergeben. Im Jahr 2001 wurde die Ausstellung Gegen das Vergessen – Luftkriegsgeschichte Mitteldeutschlands im Backleber Tor eröffnet.
Als für das Motorenwerk der MDC Power GmbH ein Standort gesucht wurde, wählte man Kölleda unter 49 möglichen Standorten aus. Dies hatte zur Folge, dass im Gewerbegebiet große Investitionen in die Infrastruktur getätigt wurden. Das Industriegleis bis zum Gewerbegebiet Kiebitzhöhe wurde neu verlegt und ein Kreisverkehr zwischen Frohndorf und Kölleda geschaffen, um den Schwerlastverkehr von der Bundesstraße 176 über die neue Querstraße zum Gewerbegebiet zu leiten. Im Jahr 2002 begann der Bau des Motorenwerks und am 2. August war Richtfest. Am 11. Dezember des Jahres wurde ein neues Umspannwerk für das Gewerbegebiet in Betrieb genommen, und fünf Tage später, am 16. Dezember, wurden die neue Anbindung vom Kreisverkehr zum Gewerbegebiet Kiebitzhöhe sowie das Teilstück der Bundesautobahn 71 von Sömmerda nach Erfurt eingeweiht. Der Bau wurde im Dezember 2003 fertiggestellt, die Produktion am 4. Dezember aufgenommen. Zwischen 2017 und 2021 konnte das Thüringische Landesamt für Denkmalpflege und Archäologie (TLDA) im Zuge der Erweiterung des Gewerbegebietes Kölleda-Kiebitzhöhe eine etwa 20 ha große Fläche archäologisch untersuchen. Als bedeutsam kann die Entdeckung von 17 Grablegen des 6./7. Jh. n. Chr. angesehen werden.
Nach über einem Jahr der Prüfung ist 2006 im Thüringer Innenministerium die Entscheidung zum Beitritt der Stadt Rastenberg in die Verwaltungsgemeinschaft Kölleda gefallen. Mit Wirkung vom 1. Januar 2007 ist die Stadt Rastenberg der Verwaltungsgemeinschaft Kölleda beigetreten. 
Am 31. Dezember 2012 wurde die Gemeinde Großmonra mit ihren Ortsteilen Backleben und Burgwenden nach Kölleda eingegliedert. Am 1. Januar 2019 wurde die Gemeinde Beichlingen mit den Ortsteilen Beichlingen und Altenbeichlingen eingemeindet.
Zum 1. Januar 2021 verließ Kölleda die Verwaltungsgemeinschaft Kölleda.

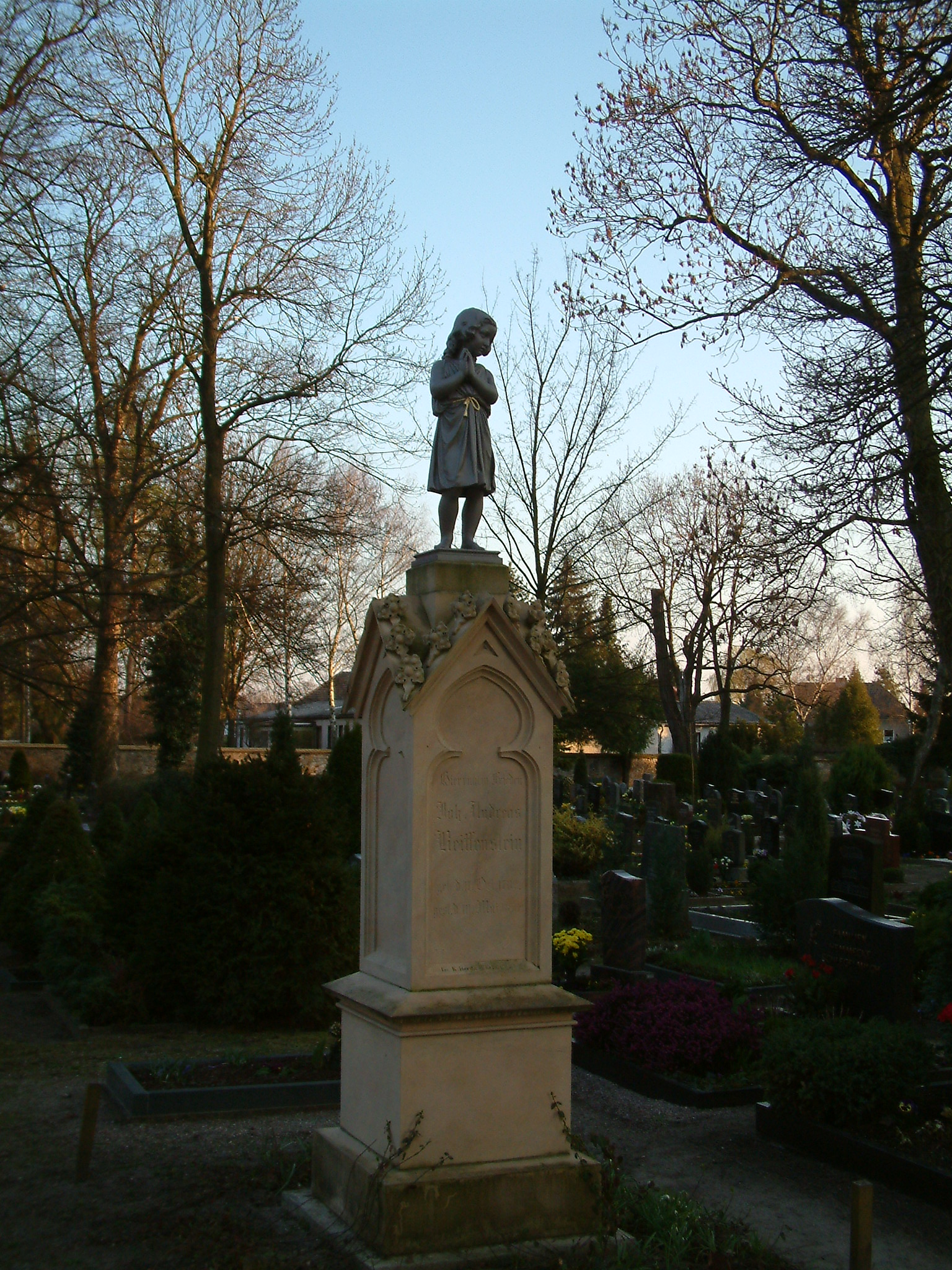
Friedhof Kölleda

### Religionen
Unter den gläubigen Bewohnern der Stadt sind überwiegend Protestanten. Die evangelische Regionalgemeinde Kölleda wird gemeinsam von dem Pfarrerehepaar Gerlinde und Joachim Justus Breithaupt betreut. Sie sind zuständig für die Orte Kölleda, Ostramondra, Großmonra, Backleben, Burgwenden, Battgendorf, Dermsdorf und Bachra/Schafau. Es finden regelmäßig Christenlehre und Konfirmandenunterricht statt. In Kölleda wurde im Jahr 2014 feierlich ein Gemeindezentrum eröffnet. Hier probt der Gospelchor „Coloured Unit“.

### Einwohnerentwicklung

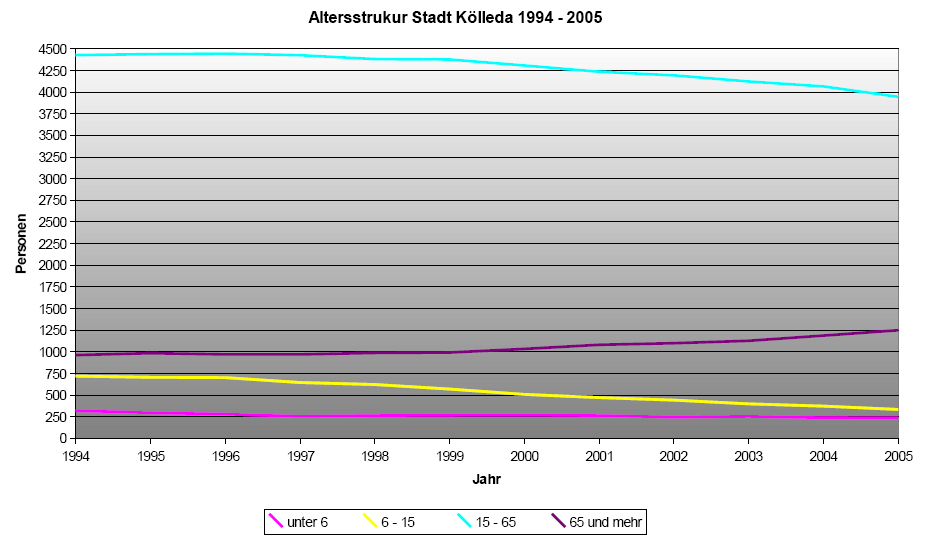
Altersstruktur der Stadt Kölleda von 1994 bis 2005

Die folgenden Daten und Grafiken zeigen die Einwohnerentwicklung sowie die Altersstruktur der Stadt Kölleda. Zusammenfassend sieht man, dass die Einwohnerentwicklung zur Zeit des Nationalsozialismus und der DDR stark gestiegen ist. Dies ist einerseits auf den ehemaligen Fliegerhorst und das Luftzeugamt zurückzuführen und andererseits auf das Funkwerk, die beide große Arbeitgeber der Stadt waren. Als Folge des Dreißigjährigen Krieges ist ein starker Bevölkerungsrückgang zu verzeichnen gewesen. Nach der Wende (DDR) gab es einen stetigen Rückgang der Einwohnerzahl bis zur Eingemeindung von Großmonra im Jahr 2012. Anhand der Altersstruktur der Stadt erkennt man einen demografischen Wandel zu einer immer älteren Gesellschaft.

#### Entwicklung der Einwohnerzahl vor 1990
| Jahr | Einwohner |
| ---- | --------- |
| 1580 | 1500      |
| 1640 | 900       |
| 1795 | 1520      |
| 1800 | 1700      |
| 1819 | 1845      |
| 1835 | 2575      |
| 1837 | 2000      |
| 1857 | 3350      |
| 1864 | 3511      |
| 1875 | 3363      |

| Jahr | Einwohner |
| ---- | --------- |
| 1880 | 3609      |
| 1885 | 3595      |
| 1890 | 3446      |
| 1895 | 3549      |
| 1900 | 3430      |
| 1905 | 3397      |
| 1910 | 3473      |
| 1925 | 3475      |
| 1929 | 3506      |

| Jahr | Einwohner |
| ---- | --------- |
| 1933 | 3655      |
| 1938 | 5400      |
| 1939 | 6135      |
| 1945 | 7357      |
| 1950 | 7300      |
| 1961 | 7400      |
| 1962 | 7300      |
| 1978 | 7800      |
| 1989 | 6508      |

#### Entwicklung der Einwohnerzahl ab 1990
| Jahr | Einwohner |
| ---- | --------- |
| 1990 | 6400      |
| 1994 | 6432      |
| 1995 | 6424      |
| 1996 | 6398      |
| 1997 | 6297      |
| 1998 | 6256      |
| 1999 | 6207      |
| 2000 | 6123      |
| 2001 | 6052      |

| Jahr | Einwohner |
| ---- | --------- |
| 2002 | 5983      |
| 2003 | 5904      |
| 2004 | 5867      |
| 2005 | 5767      |
| 2006 | 5687      |
| 2007 | 5589      |
| 2008 | 5508      |
| 2009 | 5526      |
| 2010 | 5498      |

| Jahr | Einwohner |
| ---- | --------- |
| 2011 | 5294      |
| 2012 | 6116      |
| 2013 | 6112      |
| 2014 | 6060      |
| 2015 | 6181      |
| 2016 | 6042      |
| 2017 | 5957      |
| 2018 | 5901      |
| 2019 | 6348      |

| Jahr | Einwohner |
| ---- | --------- |
| 2020 | 6278      |
| 2021 | 6228      |
| 2022 | 6526      |

ab 1994: Quelle ist

## Politik

### Stadtrat
Der Rat hat satzungsgemäß 20 Sitze und eine Stimme des Bürgermeisters kraft seines Amtes. Er wird alle fünf Jahre gewählt. Die folgenden Tabellen zeigen die Wahlergebnisse seit 1994 und die sich daraus ergebenden Sitzverteilungen für die folgenden fünf Jahre.
| Partei / Liste                         | Stimmen 1994 | Sitze 1994–1999 | Stimmen 1999 | Sitze 1999–2004 |
| -------------------------------------- | ------------ | --------------- | ------------ | --------------- |
| CDU                                    | 38,1 %       | 8               | 40,6 %       | 8               |
| Die Linke                              | 10,1 %       | 2               | 14,3 %       | 3               |
| SPD                                    | 10,2 %       | 3               | 14,9 %       | 3               |
| FDP                                    | 15,9 %       | 3               | 10,8 %       | 2               |
| Freie Wählergemeinschaft e. V. Kölleda | 18,2 %       | 4               | —            | —               |
| Bürger-Initiative Kölleda e. V.        | —            | —               | 19,4 %       | 4               |

| Partei / Liste                         | Stimmen 2004 | Sitze 2004–2009 | Stimmen 2009 | Sitze 2009–2014 |
| -------------------------------------- | ------------ | --------------- | ------------ | --------------- |
| CDU                                    | 55,9 %       | 12              | 44,7 %       | 9               |
| Die Linke                              | 18,4 %       | 4               | 17,6 %       | 3               |
| SPD                                    | 11,9 %       | 2               | 13,4 %       | 3               |
| FDP                                    | 3,4 %        | 0               | 9,4 %        | 2               |
| Freie Wählergemeinschaft e. V. Kölleda | –            | —               | —            | —               |
| Bürger-Initiative Kölleda e. V.        | 10,4 %       | 2               | 14,8 %       | 3               |

| Partei / Liste                    | 2014    | 2014  | 2019    | 2019  |         | 2024  | 2024 |
| Partei / Liste                    | Stimmen | Sitze | Stimmen | Sitze | Stimmen | Sitze |      |
| CDU                               | 27,5 %  | 6     | 17,8 %  | 4     | 12,7 %  | 3     |      |
| Die Linke                         | 9,9 %   | 2     | 4,7 %   | 1     | 3,4 %   | 1     |      |
| SPD                               | 11,1 %  | 2     | 15,9 %  | 4     | 3,0 %   | 1     |      |
| FDP                               | 2,4 %   | 0     | —       | —     | —       | —     |      |
| Bürger-Initiative Kölleda e. V.   | 12,3 %  | 2     | 11,2 %  | 2     | —       | —     |      |
| Freie Wähler                      | 33,9 %  | 7     | 14,2 %  | 3     | 17,6 %  | 3     |      |
| NPD                               | 3,0 %   | 1     | —       | —     | —       | —     |      |
| Gemeinsam für Kölleda e. V. (GfK) | —       | —     | 27,3 %  | 5     | 42,1 %  | 8     |      |
| AfD                               | —       | —     | 8,9 %   | 2     | 21,2 %  | 3*    |      |

* Der AfD stünden, nach Wahlergebnis, 4 Sitze zu. Der Wahlvorschlag umfasste jedoch nur 3 Wahlvorschläge, weshalb nur 3 Sitze vergeben werden konnten.

### Stadtratswahlen
Bei der Stadtratswahl 2024 gab es in Kölleda 5.542 Wahlberechtigte, 3.388 Bürger machten von ihrem Wahlrecht Gebrauch, was einer Wahlbeteiligung von 63,4 % entspricht (2019: 59,9 %, 2014: 56,8 %, 2009: 48,3 %, 2004: 46,5 %, 1999: 56,7 %). Von den abgegebenen Stimmen waren 125 ungültig. Die relative Stimmverteilung ist der Tabelle zu entnehmen.
Aus der Wahl 2024 ging die Bürgerinitiative Gemeinsam für Kölleda e. V.als Gewinner hervor. Sie konnte nicht nur 3 zusätzliche Sitze erreichen, sondern auch die Bürgermeisterwahl für sich entscheiden. Die AfD konnte wiederum ihre Sitze verdoppeln, jedoch aufgrund von nur drei eingereichten Wahlvorschlägen nicht besetzen, weshalb der Stadtrat in der Wahlperiode nur aus 19 Sitzen besteht. Als Verlierer ging die SPD hervor, die 3 ihrer 4 Sitze verloren hat.
Die Freien Wähler, bei den Stadtratswahlen 2014 und Bürgermeisterwahlen 2012 die dominierende kraft gewesen sind, halbierten 2019 ihren Stimm- und Sitzanteil, neue stärkste Kraft wurde die Bürgerinitiative Gemeinsam für Kölleda e. V., die sich erst im Jahr zuvor gegründet hatte. Die zuvor mit einem Sitz vertretende NPD trat nicht zur Wahl an, ebenso wie die bei den vorhergehenden Wahlen an der Sperrklausel gescheiterte FPD. Erstmals zog ebenfalls die Alternative für Deutschland mit 2 Mitgliedern in den Stadtrat ein. Sowohl der amtierende, als auch der im Jahr zuvor aus dem Amt geschiedene Bürgermeister, Udo Hofmann, wurden in den Stadtrat gewählt, nahmen ihr Mandat jedoch nicht an.
Bei den Stadtratswahlen 2014 lösten die Freien Wähler die CDU als dominierende Partei ab. Die FDP scheiterte durch massive Verluste (−7,0 %) an der Sperrklausel und flog aus dem Stadtrat. Die kommunale Bürger-Initiative Kölleda verlor ebenfalls einen Sitz, bildete jedoch mit dem Freien Wählern eine Koalition, welche mit 9 Sitzen jedoch keine Mehrheit besitzt. Neben den Freien Wählern zog auch die NPD neu in den Stadtrat ein. Sie überwand mit 3,0 % knapp die Sperrklausel und erhielt einen Sitz. Beide Parteien sind bei der Stadtratswahl 2009 nicht angetreten.
Bei den Wahlen trat auch der 2 Jahre zuvor aus dem Amt geschiedene Bürgermeister Frank Zweimann an und gewann einen Sitz.

### Bürgermeister
Seit Verleihung der Stadtrechte 1392 war das wichtigste Recht der Kölledaer Bürger, einen zwölfköpfigen Rat zu wählen, an deren Spitze der „Ratsmeister“ stand, der bald den Titel eines „Burgemeisters“ führte. Im 16. und 17. Jahrhundert bestand die Stadtspitze aus „drei Mitteln“, einem regierenden und zwei ruhenden Bürgermeistern, von denen immer nur einer das Regiment führte. Bis 1832 waren die Bürgermeister nebenamtlich beschäftigt. Erst seit Einführung der revidierten preußischen Städteordnung von 1831 wird das Bürgermeisteramt in Kölleda hauptamtlich geführt.
Der bei der Bürgermeisterstichwahl am 6. Mai 2012 gewählte Udo Hoffmann (Freie Wähler) war seit 1. Juli 2012 hauptamtlicher Bürgermeister von Kölleda. Aus Altersgründen durfte er bei den Kommunalwahlen am 15. April 2018 nicht erneut antreten. In einer Stichwahl setzte sich am 29. April 2018 Lutz Riedel (SPD) mit 50,6 % der Stimmen gegen Patric Nowak durch, welcher am 1. Juli 2018 das Bürgermeisteramt antrat.
Riedel verzichtete 2024 auf eine erneute Kandidatur, als einziger Kandidat für seine Nachfolge trat Uwe Kraneis (GfK) an. Kraneis wurde mit 94,4 % der Stimmen gewählt und am 3. Juli 2024 vereidigt.

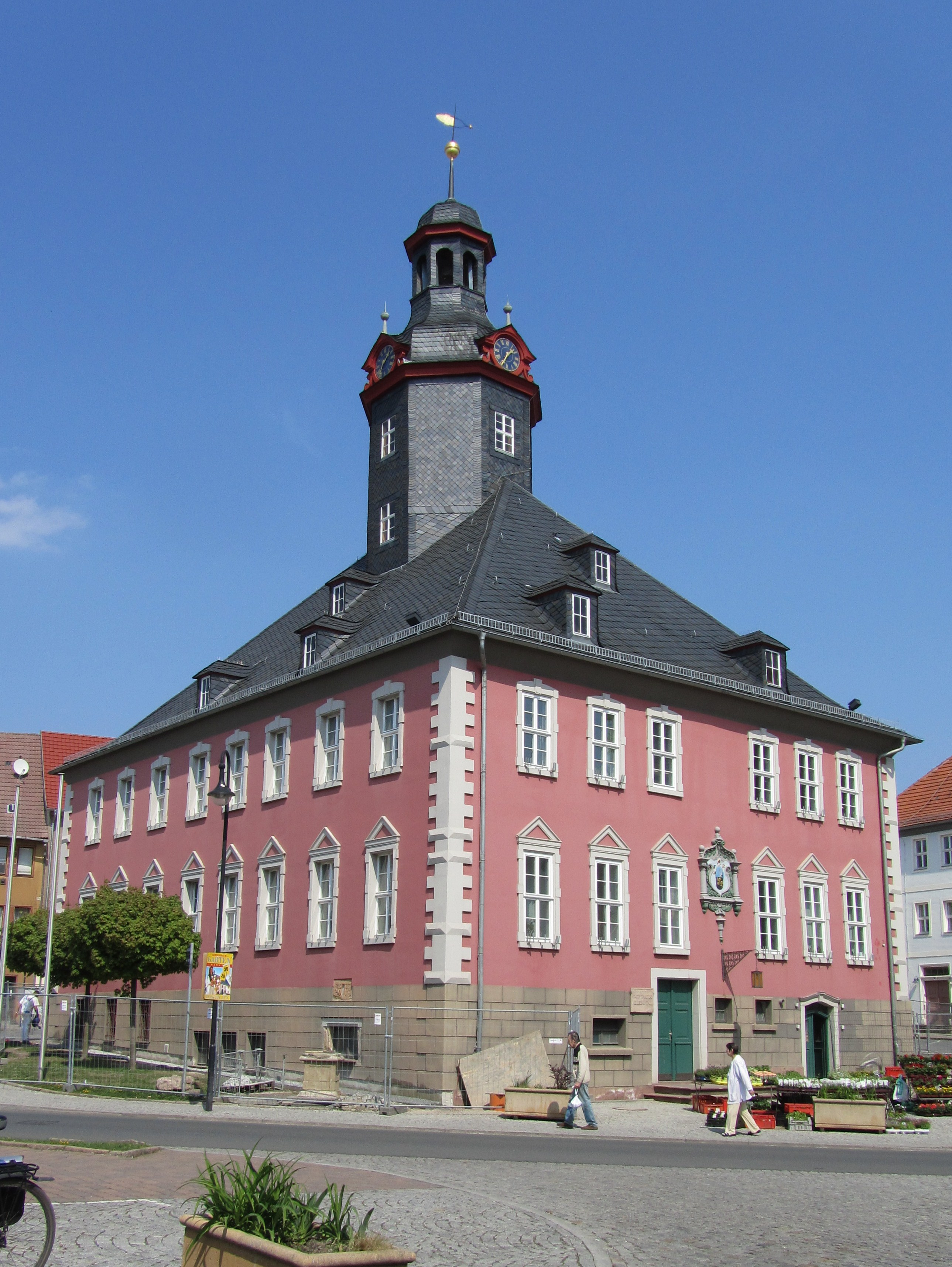
Rathaus

Bisherige Bürgermeister der Stadt Kölleda
| Zeitraum       | Name                      | Partei                      |
| -------------- | ------------------------- | --------------------------- |
| seit 2024      | Uwe Kraneis               | Gemeinsam für Kölleda (GfK) |
| 2018–2024      | Lutz Riedel               | SPD                         |
| 2012–2018      | Udo Hoffmann              | Freie Wähler                |
| 1992–2012      | Frank Zweimann            | CDU                         |
| 1990–1992      | Bernd Prellberg           | FDP                         |
| 1983–1990      | Helmut Zirnik             | SED/PDS/Parteilos           |
| 1982–1983      | Heinz Wurzler             | SED                         |
| 1980–1982      | Manfred Hölzer            | SED                         |
| 1973–1980      | Kurt Hoffmann             | SED                         |
| 1955–1973      | Hans Helm                 | SED                         |
| 1952–1954      | Josef Ommer               |                             |
| 1951–1952      | Ida Ragnitz               |                             |
| 1949–1950      | Kurt Kortsch              |                             |
| 1947–1948      | Kurt Koch                 |                             |
| 1946–1947      | Kurt Kortsch              |                             |
| 1.7.1945–1946  | Otto Paehlke              |                             |
| 28.3.1945–?    | Carl Steinicke            | NSDAP                       |
| 1933–27.3.1945 | Pinger                    | NSDAP                       |
| 1909–1933      | Otto Graupner             |                             |
| 1888–1909      | Tänzel                    |                             |
| 1849–1876      | Albert Gottlöber          |                             |
| 1843–1849      | Albrecht                  |                             |
| 1832–1843      | Karl Wilhelm Kirchheim    |                             |
| 1825–1832 (?)  | Christian Hermann Haubold |                             |
| 1816–1825      | Christoph Günther Graf    |                             |
| 1798–1816      | Christian Lehmann         |                             |
| 000?–1798      | Johann Heinrich Döring    |                             |
| 000?           | Simon Wettig              |                             |

### Wappen
Auf dem Wappen von Kölleda ist St. Wippertus abgebildet, Schutzpatron der Stadt. St. Wippertus befindet sich auf silbernem Grund, ist nach rechts gewandt, hält in seiner rechten Hand Trauben und in seiner linken Hand einen goldenen Stab. Unter St. Wippertus befindet sich ein Wappenschild, das einen goldenen Ast eines Eichenbaums mit drei Blättern auf schwarzem Grund darstellt.
Bedeutung: St. Wippertus war ein benediktinischer Mönch aus dem angelsächsischen Kloster Glastonbury und Schüler des Bonifatius. Um 730 kam er in das hessisch-thüringische Missionsgebiet. Die Trauben in der Hand von St. Wippertus stehen im Zusammenhang mit einer Wundergeschichte. Danach fehlte eines Tages der nötige Messwein. St. Wippertus aber brachte eine frisch gepflückte Traube, presste ihren Saft mit den Händen in den Abendmahlskelch und hatte ausgegorenen Wein darin. Das Wappen mit den Eichenblättern ist das Wappen der Grafen von Werthern, die 1519 die Rechte an der Stadt erlangten.

### Städtefreundschaft
- Hochheim am Main in Hessen[28]

## Kultur und Sehenswürdigkeiten

### Museen

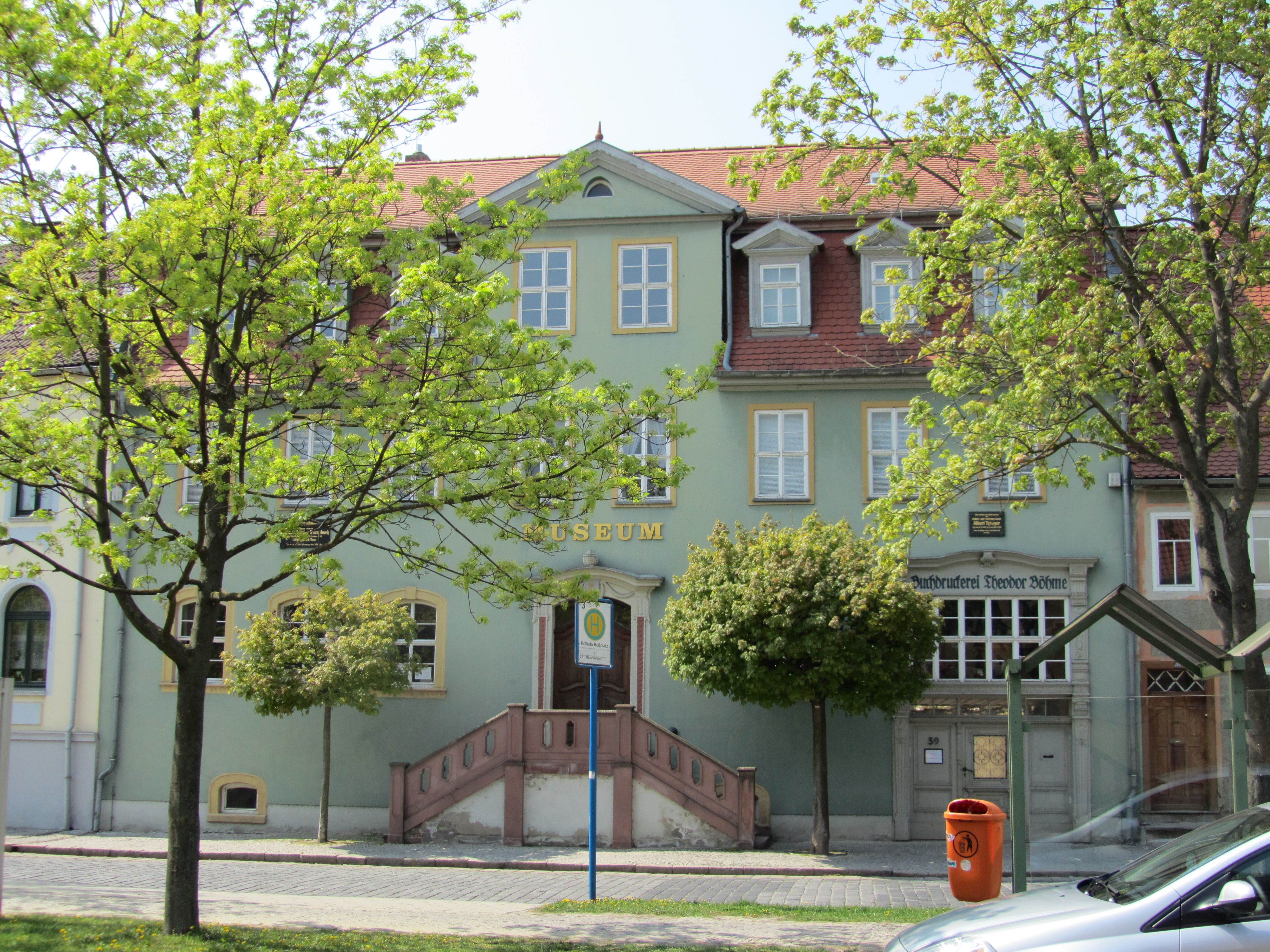
Das Heimatmuseum Kölleda

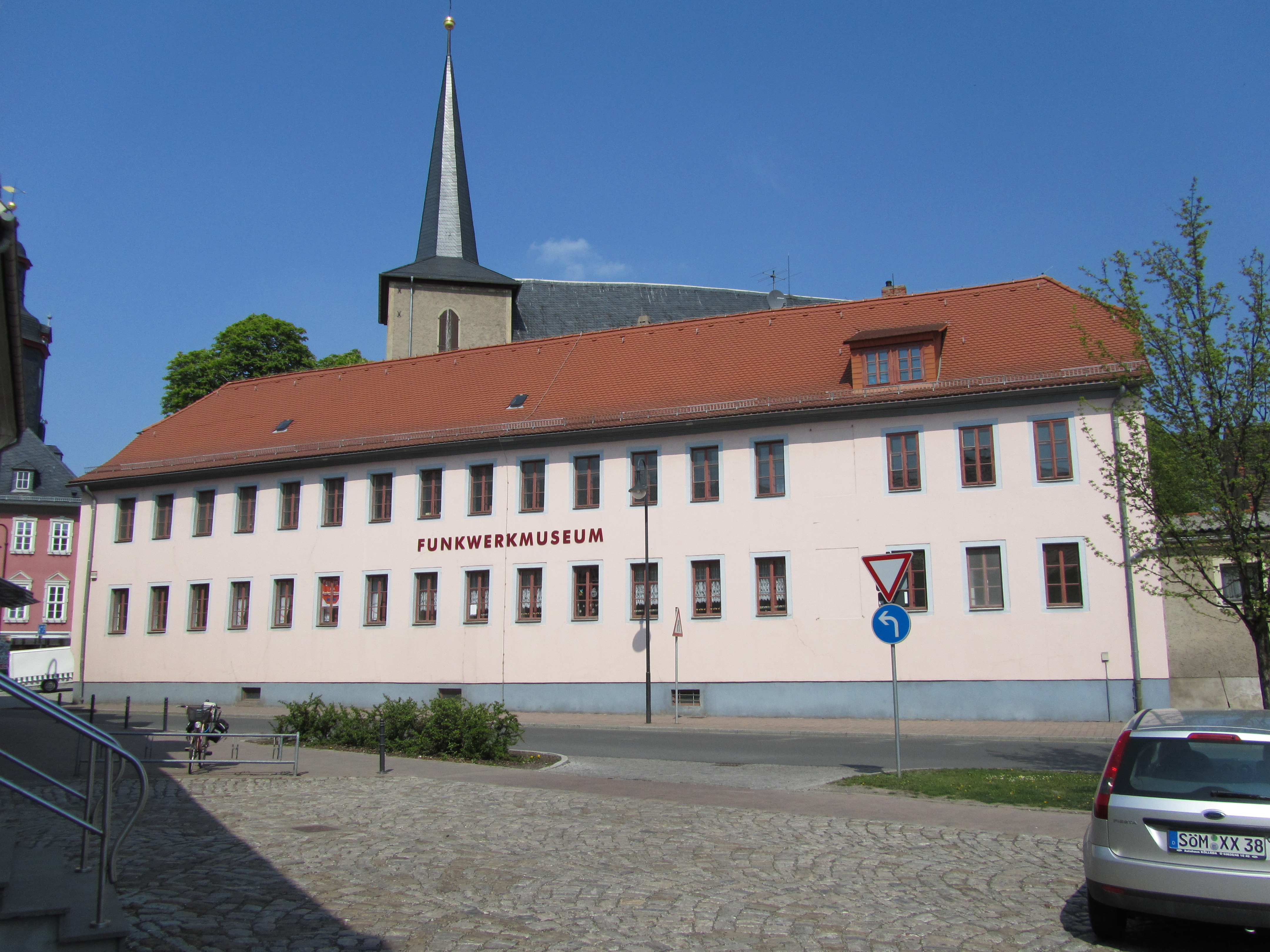
Das Funkwerkmuseum

Das Heimatmuseum Kölleda beschäftigt sich mit der Geschichte Kölledas. Es fand seinen Ursprung in einem Raum im Rathaus und zwei Räumen in der alten Schule. 1901 wurde es durch Bruno Schwabe errichtet. Er trug erste Stücke zur Erinnerung an Kölleda und Umgebung, Kriegserinnerungen des Kreiskriegsvereins und naturwissenschaftliche Gegenstände zusammen. 1942 zog das Museum in das Schwab’sche Gartenhaus um.
Seit 1994 beherbergt die frühere Buchdruckerei Böhme am Roßplatz 39 das Heimatmuseum von Kölleda. Zu sehen sind unter anderem eine gut erhaltene Husarenuniform, eine Sammlung alter gusseiserner Ofenplatten, Präparate aus der Tierwelt, Schmetterlinge, Mineralien, Funde aus der Ur- und Frühgeschichte, alte Handwerks- und Landwirtschaftsgeräte, Bilder sowie Waffen, Fahnen und Innungszinnschätze. In einem Hofgebäude kann man auch einige historische Druckmaschinen bewundern.
Zu den Raritäten im Kölledaer Museum gehört auch eine Sammlung alter Apfel- und Birnensorten, die aus Papiermasse mit Wachsüberzug bestehen. Laut Cölledaer Anzeiger vom 22. Januar 1898 war der Obstschrank einst im Besitz des eigenständigen Obstbauvereins Cölleda und Umgebung und repräsentierte das damals vom Verein aufgestellte Normalsortiment für die hiesige Gegend.
Der Garten hinter dem Museum wurde von 1991 bis 1994 im Stil der Goethe-Zeit angelegt. Ein besonderer Blickfang ist der historische Garten im Stil der Bauzeit des Hauses 1797 mit Wegekreuz und Roßplatz 39 Rondell sowie einer Einfriedung, wie früher üblich, mit Weidenzaungeflecht. Im Museumsgarten findet man insgesamt 294 verschiedene Gartengewächse.
Im Backleber Tor erlebt der Besucher in der Dauerausstellung Gegen das Vergessen, wie der Alltag der Luftwaffensoldaten sowie das Leben und Leiden der Zivilbevölkerung während des Zweiten Weltkrieges war. Neben verschiedener Flugzeugtechnik aus dieser Zeit kann man sich anhand von Einzelschicksalen über die Lebensumstände der Zeit informieren. Persönliche Habseligkeiten von Flugzeugführern und deren Besatzungen, die bei Flugzeugbergungen in der Nähe von Brücken, Ottmannshausen und Kahlwinkel gefunden wurden, sind ebenso zu sehen, wie ein abgeworfener und zum Paddelboot umgebauter Flugzeug-Zusatztank. Auch der Motor einer im August 2000 geborgenen Messerschmitt Bf 109 ist zu sehen. Neben Bild- und Textdokumentationen zu Flugzeugabstürzen in Mitteldeutschland komplettieren Biographien einstiger Luftwaffenangehöriger aus der näheren Umgebung diese Präsentation.

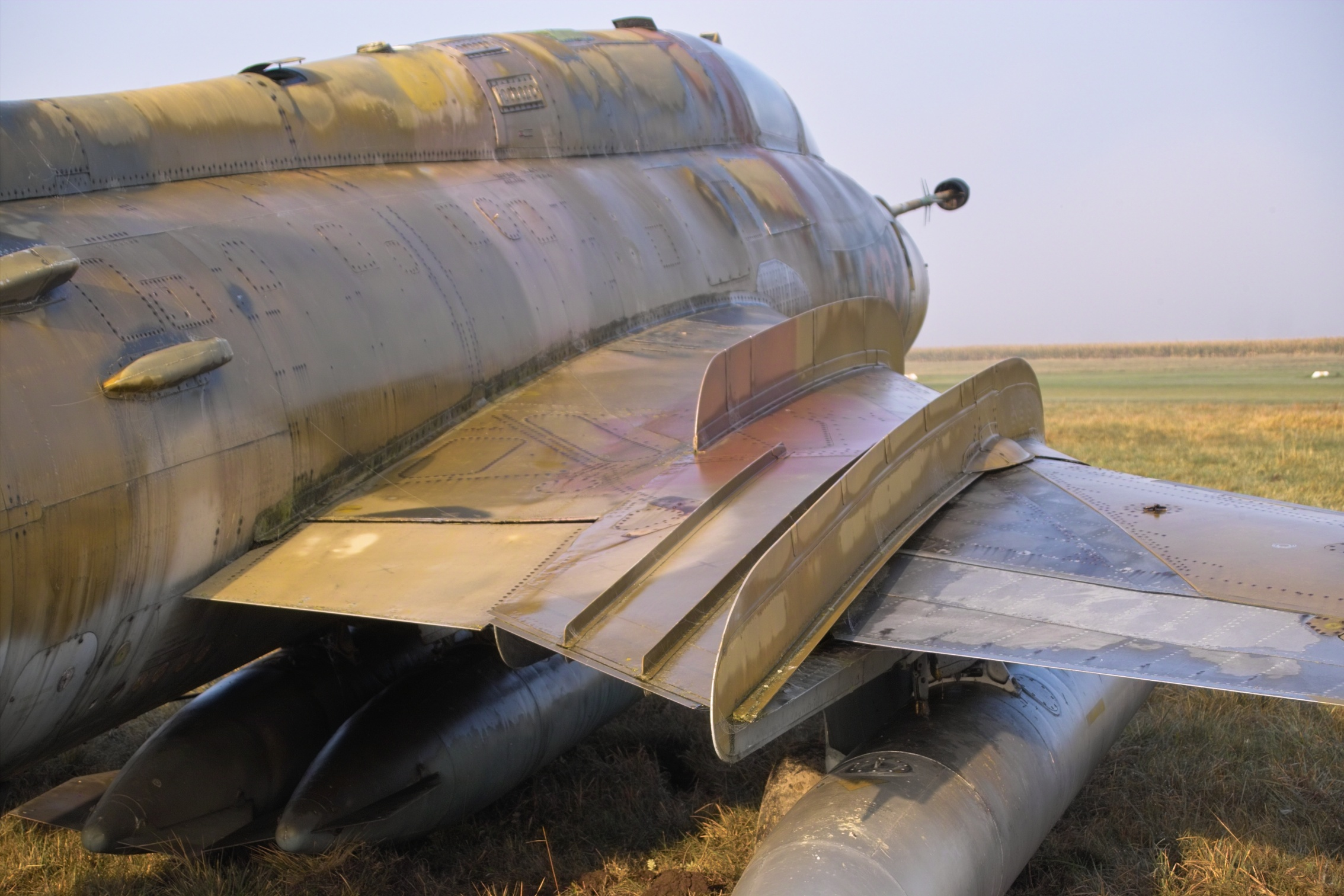
In Dermsdorf ausgestellter Suchoi-Jagdbomber der NVA

Das Funkwerkmuseum Kölleda wurde am 3. Oktober 2000, anlässlich des 10. Jahrestages der deutschen Einheit, in der historischen Alten Schule am Markt eröffnet. Vorausgegangen war eine grundlegende, dem Anliegen der Denkmalpflege verpflichtete Sanierung des über 250 Jahre alten Gebäudes. Das Museum gibt einen Überblick über die Entwicklung der Informations- und Computertechnik in den vergangenen 150 Jahren bis zur Gegenwart. Dies betrifft sowohl die Technikentwicklung an sich als auch die in Kölleda und der Region. Vor allem soll verdeutlicht werden, wie Forscher, Konstrukteure und Arbeiter diese Technik geschaffen haben, wie sie von den Menschen genutzt wurde und auch in der Zukunft sinnvoll angewendet werden kann.
Das Trabiparadies Kölleda ist ein Automuseum. Die Betreibergesellschaft Trabiparadies Kölleda e. V. hat den Sitz in Kleinbrembach. Es wurde am 27. August 2016 eröffnet. Dazu wurde die Sammlung vom Trabiparadies Weberstedt übernommen. Es stellt überwiegend Trabant aus. Der Schwerpunkt liegt auf Umbauten. Es ist im Sommerhalbjahr an einigen Sonntagen geöffnet.
Zudem befindet sich auf dem Flugplatz Dermsdorf ein MiG-Museum, wo fünf fast noch flugfähige ehemalige DDR-Kampfjets stehen.

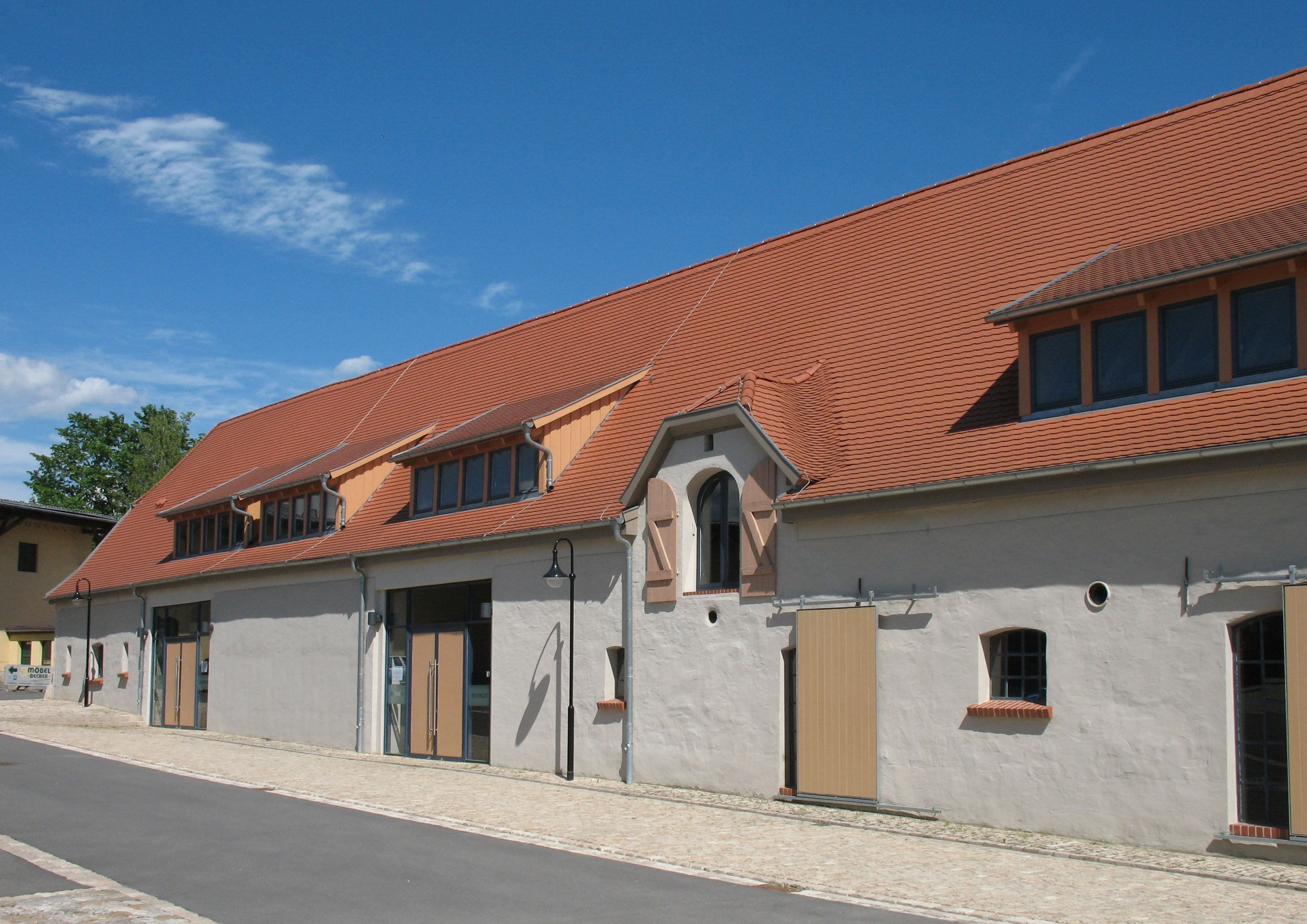
Rittergut am Rossplatz

### Bauwerke

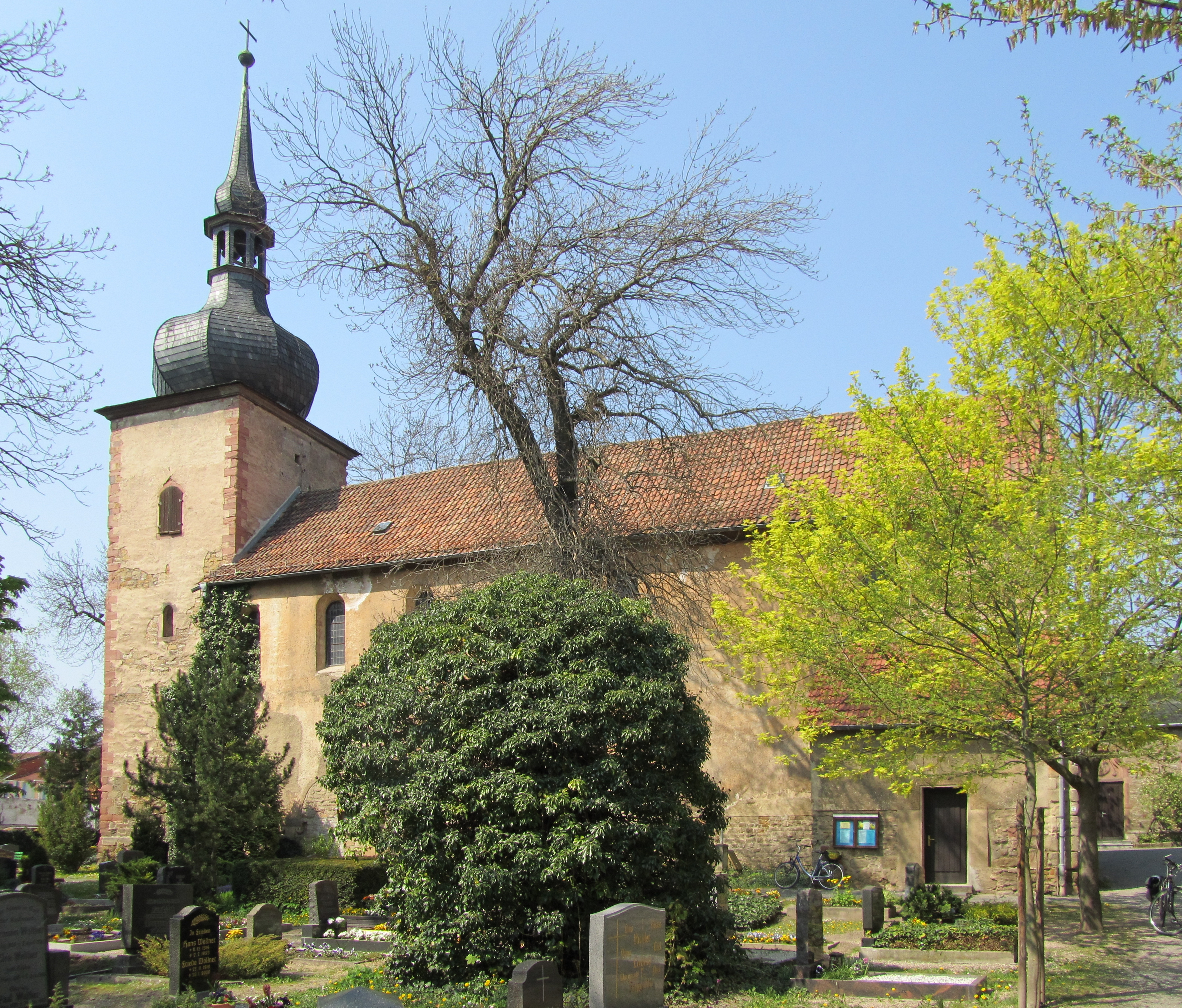
St.-Johannes-Kirche

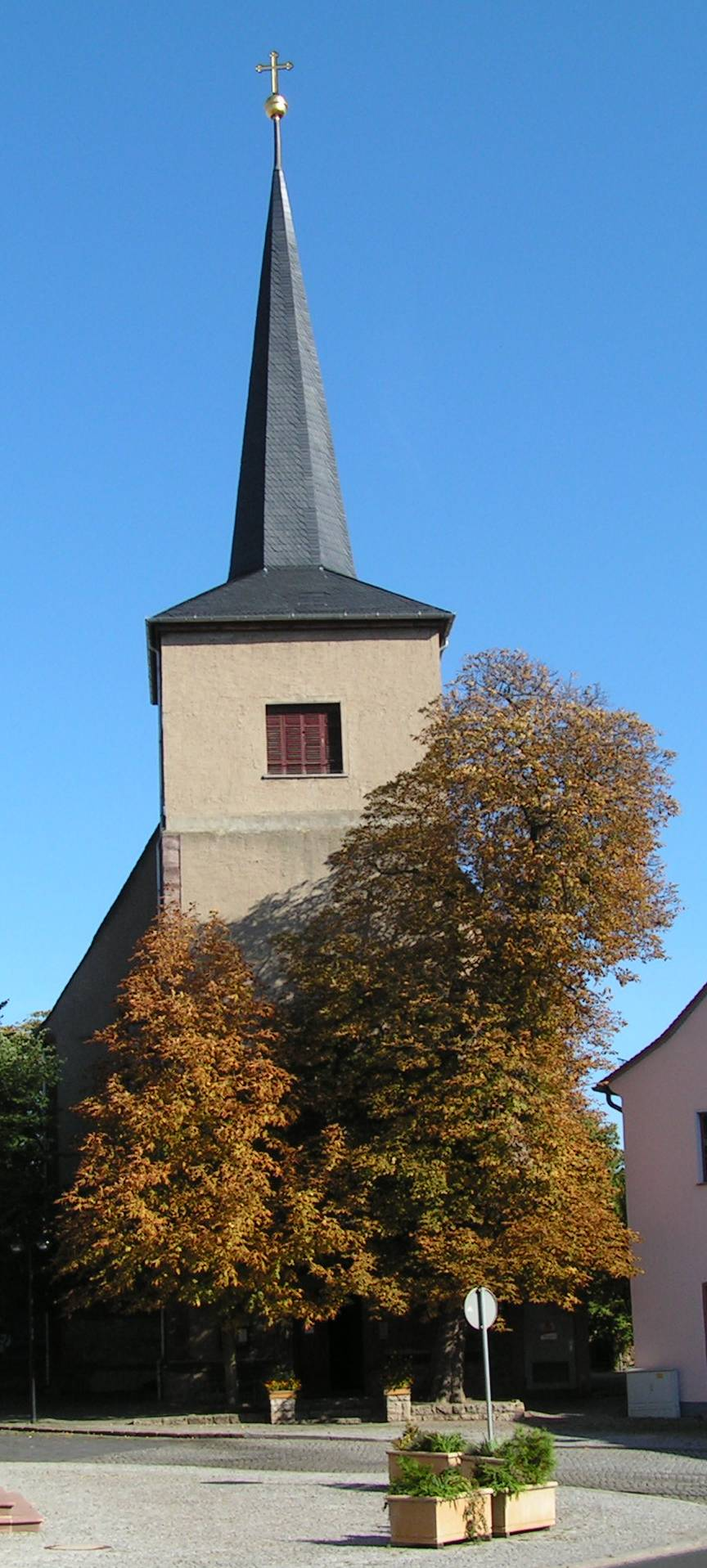
St.-Wipperti-Kirche

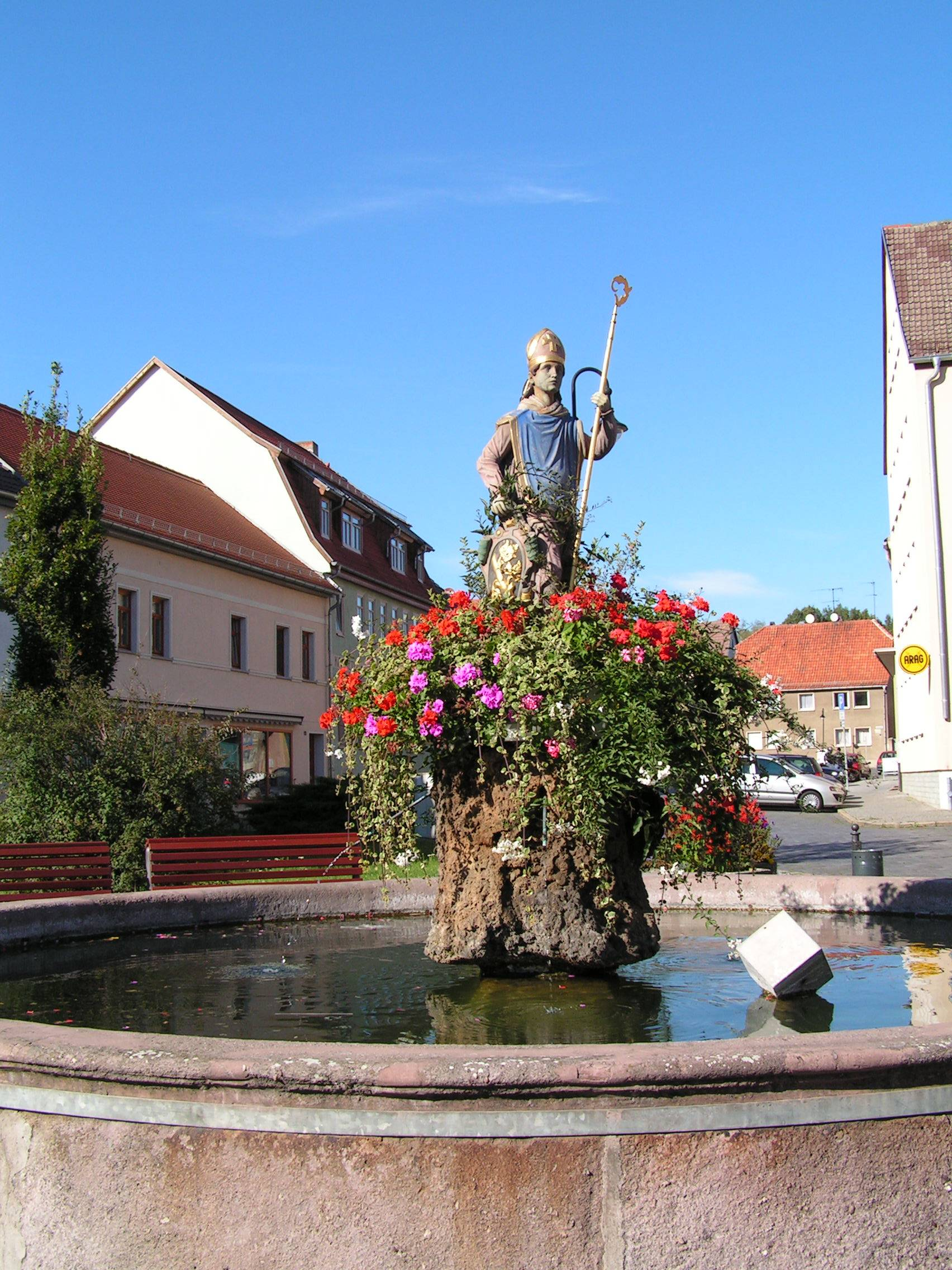
Brunnen auf dem Marktplatz

Im Jahre 1266 baute man an Stelle der zu klein gewordenen Peter-Paul-Kirche eine neue Klosterkirche, die Johannes dem Täufer geweiht wurde, die Kirche St. Johannes. In der Nordwand des Chorraumes der einfach gebauten Kirche befindet sich ein Bogen, in dem die Sitzplätze der Nonnen waren. Etwa um 1462 bekam die Kirche einen freistehenden Turm, welcher südlich der Kirche stand. Den heutigen Turm erbaute man im Jahre 1825. Ein Grabdenkmal wurde 1393 der Helene Gräfin von Beichlingen und ihren beiden Kindern gewidmet (zum Grabmonument für Gräfin Helene von Beichlingen siehe: Wäß 2006, Band 2, S. 349 f.).
Die St. Wippertikirche, auch Wippertuskirche genannt, wurde vor 1404, etwa in der Zeit, als Kölleda die Stadtrechte verliehen bekommen hat, als Stadtkirche erbaut. Sie ist ein ursprünglich gotisches Bauwerk. Die Inschrift über der Kirchentür, die dem Marktplatz zugewandt ist, benennt die Einweihung im Jahre 1496. Die Jahreszahl 1542 über der alten Sakristeitür hält den Wiederaufbau der Kirche, nachdem sie 1538 abgebrannt war, und die Einführung der Reformation fest. Es befinden sich die Grabmonumente der Herren von Werthern (1850) an der Kirche.
Ein bedeutendes Baudenkmal der Stadt ist das 1702 erbaute Rathaus, es ersetzt den abgebrannten Vorgängerbau und ist das dritte Ratsgebäude der Stadt. Im Turm war ein Wächter als Türmer untergebracht. Der Ratskeller ist zu allen Zeiten vorhanden gewesen und diente zum Ausschenken des einheimischen Bieres. An der Westseite befindet sich der Prangerstein. Die eisernen Hals- und Handeisen befinden sich im Heimatmuseum, sie wurden noch im 19. Jahrhundert benutzt.
Das Backleber Tor, welches 1553 erbaut wurde und sich am nordöstlichen Stadtrand befindet, ist das letzte von insgesamt fünf früheren Toranlagen der Stadt. Bis 1985 führte der gesamte ein- und ausgehende Verkehr auf der heutigen B 176 durch die Toranlage. Im Jahre 1986 wurde der Beschluss gefasst, die baufällige Fachwerksubstanz bis auf das massive Erdgeschoss abzutragen und neu zu errichten. Im Anbau wurde vom Architekten ein „Ratsherrenstübchen“ und eine Galerie vorgesehen.
Die Arbeiten begannen im Frühjahr 1987 und kamen 1988 mit der Ausmauerung der Gefache zum Abschluss. Im Jahre 1991 musste die Ausmauerung jedoch aufgrund aufgetretener Schäden entfernt und das Gebäude notgesichert werden. 1992 wurden die Torbögen aus Sandstein und das darüber stehende Mauerwerk erneuert. Es dauerte noch bis 1998, bevor für die Sanierung und Neugestaltung der Toranlage ein schlüssiges Konzept entwickelt war und die endgültige Wiederherstellung erfolgte. Nach weiteren sechs Jahren konnte die völlige Sanierung des Gebäudes mit Herstellung neuer Räumlichkeiten bis unters Dach, neuen Böden und Decken sowie beidseitiger Innentreppenanlagen begonnen werden. Durch Bereitstellung finanzieller Mittel aus dem Förderprogramm des Landes Thüringen zur Stadtsanierung konnte die endgültige Wiederherstellung im Jahre 2004 abgeschlossen und ein weiteres Stück Kölledaer Geschichte der Nachwelt erhalten werden.
Auf dem Kölledaer Marktplatz befindet sich der Marktbrunnen mit dem Schutzpatron des St. Wippertus. Er wurde 1582 errichtet. Nach Fertigstellung des Brunnens entnahm man die Figur des Heiligen Wigbert aus der Kirche und stellte diese auf das Podest mitten im Brunnen. So ist der Wippertusbrunnen zu einem Wahrzeichen der Stadt Kölleda geworden. 2008/2009 erfolgte eine umfassende Erneuerung der Brunnenfigur.
Weitere sehenswerte Bauwerke sind das Funkwerkmuseum, das zeitweilige Wohnhaus des Turnvater Friederich Ludwig Jahn und das Geburtshaus von Professor Fritz Hofmann.

### Denkmäler
In der Stadtmitte, dem Rathaus gegenüber, befindet sich ein Steinkreuz. Das Kreuz hat eine ungleichmäßige Malteser-Kreuzform. Auf dem Querbalken ist die Jahreszahl 1649 eingeritzt. 1649 wurde es in einem Protokoll über den ersten Flurumzug nach dem Dreißigjährigen Krieg erwähnt. Danach wurde das in der Nähe stehende Steinkreuz zur Markierung der Gemarkungsgrenze umgesetzt und mit der Jahreszahl 1649 sowie den Buchstaben S.W. als Abkürzung für den Namen des damaligen Bürgermeisters Simon Wettig versehen. Das Steinkreuz stand bis um 1958 etwa 3000 Meter südwestlich des jetzigen Standortes, im Verlauf der Gemarkungsgrenze Kölleda/Großneuhausen, 200 Meter östlich des nach Orlishausen führenden Weges. Bis zur Neuaufstellung 1962 wurde es in Kölleda zwischengelagert.

### Sport

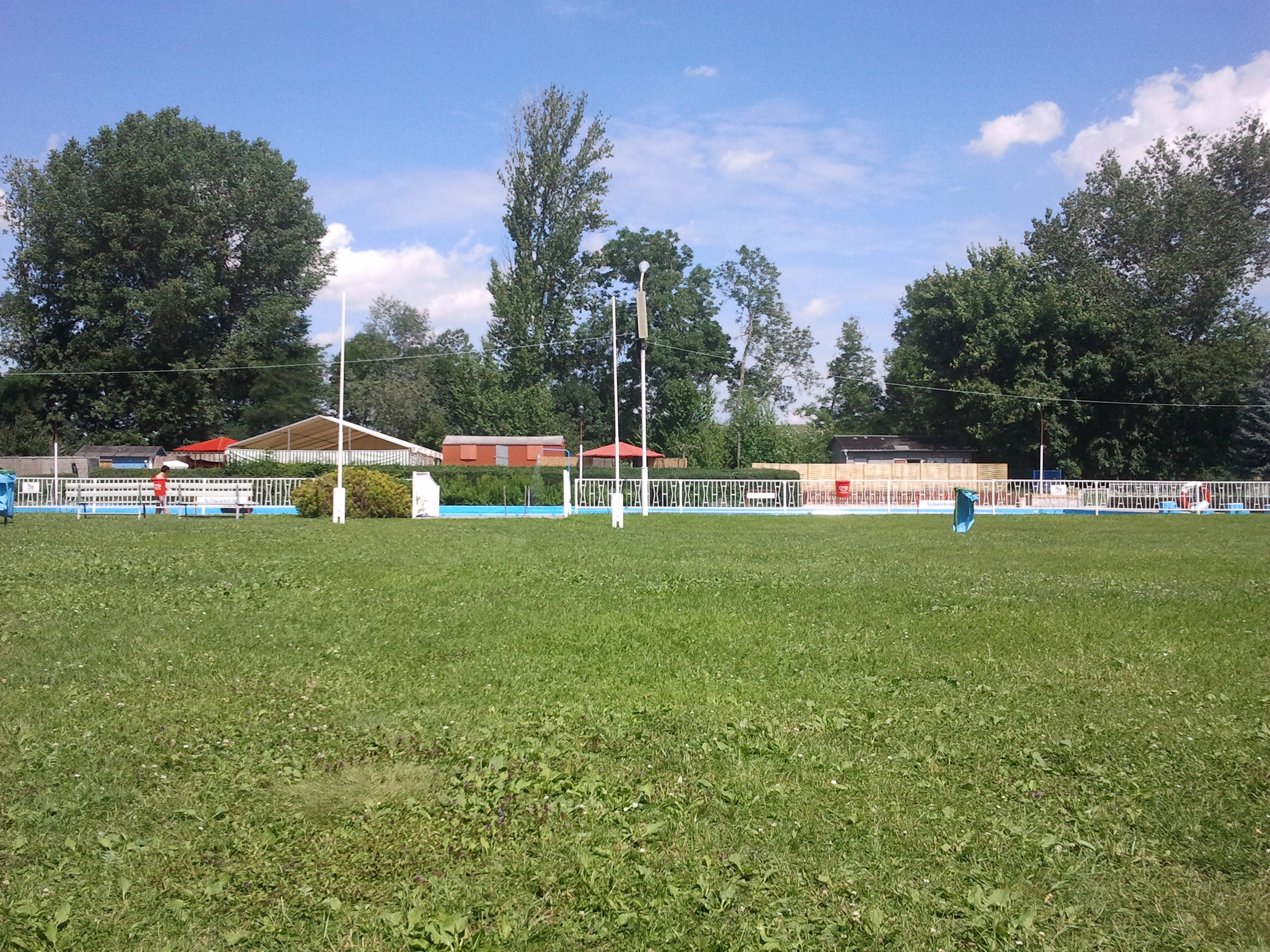
Liegewiese im Streitseebad Kölleda

In Kölleda befindet sich das 6000 Zuschauer fassende Friedrich-Ludwig-Jahn-Stadion.
Kölleda besitzt neben dem Stadion ein Schwimmbad namens Streitseebad. Es grenzt an den anliegenden Streitsee, der mit Quellwasser aus der Monna gespeist wird. Das 1958 eröffnete Bad hat ein 50-Meter-Becken mit sechs Bahnen, einen Kinderspielplatz und eine große Liegewiese mit FKK-Bereich. Die Wasserfläche beträgt 735 m². In der Saison fanden im Streitseebad alle drei Wochen Freiluft-Veranstaltungen statt. 2016 wurde das Bad wegen Baufälligkeit geschlossen. Es wurde über einen Neubau nachgedacht, 2021 wurde jedoch das vorhandene Bad saniert und 2022 wiedereröffnet.
Die erfolgreiche Volleyballmannschaft des Kölledaer Sportvereins 90 e. V. spielt in der Oberliga der Herren im Thüringer Volleyballverband.
Eine ehemals erfolgreiche und heute unter dem Namen FSV Kölleda existierende Fußballmannschaft ist der SV Funkwerk Kölleda. Der Verein wurde 1946 gegründet und hatte wechselnde Namen. In der DDR erreichte er nie die 2. Liga, doch konnte er kurz nach der Wende ein paar nennenswerte Erfolge erringen. Größter Erfolg war das Erreichen der Oberliga, der zu diesem Zeitpunkt dritthöchsten Spielklasse in der Saison 1992/93. Doch musste der Verein schon nach einer Saison als Tabellenletzter die Liga wieder verlassen und konnte seitdem nicht mehr an diesen Erfolg anknüpfen.

### Tourismus
In Kölleda befinden sich Hotels, Pensionen, Privatzimmer und Ferienwohnungen. Die Beherbungsstätten zählten 2006 insgesamt 2980 Ankünfte und 5190 Übernachtungen. Im Durchschnitt betrug die Aufenthaltsdauer der Gäste 1,7 Tage.
Kölleda ist Station eines Mühlenwanderweges.

### Vereine
Der am 29. Mai 1896 gegründete Kaninchenzuchtverein Kölleda, der bis heute unter dem Namen Kaninchenzüchterverein T317 Kölleda und Umgebung e. V. besteht, ist einer der ältesten Kaninchenzuchtvereine in Thüringen.
Im März 1995 gründete sich der Kultur- und Museumsverein Kölleda e. V. zur Pflege und kulturellen Förderung des Heimatmuseums und (seit 2000 auch) des Funkwerkmuseums. Der ehemalige Chor des Vereins hat sich in der Region einen guten Namen gemacht. Außerdem existiert in der Stadt ein Karnevalsverein (KFC), der Handwerker- und Gewerbeverein (HGV), der Sport- und Freizeitverein (FSV06) und ein Schützenverein.

### Veranstaltungen
Im Februar wird traditionell an jedem Samstagvormittag der Kölledaer Taubenmarkt abgehalten.
Zu Ehren des Schutzpatrons St. Wippertus wird seit 1991 im Mai alljährlich das vom Handwerker- und Gewerbeverein 1990 Kölleda e. V. organisierte Wippertusfest gefeiert. Traditionell befindet sich das Festgelände auf dem Markt und im Rittergut.
Alljährlich findet seit 1996 in Kölleda ein großer Faschingsumzug statt, der immer am Sonntag vor Rosenmontag startet.
Seit 1995 veranstaltet der Kultur- und Museumsverein Kölleda e. V. stets am ersten Wochenende im September ein dreitägiges Museumsfest mit Thematischem Abend, Museumsmeile und Kinderfest.

## Wirtschaft und Infrastruktur
In Kölleda haben sich folgende traditionelle Wirtschaftsbereiche entwickelt: Landwirtschaft, Handwerk, Elektrotechnik/Elektronik, Baugewerbe, Zulieferer der Bauindustrie und Metallverarbeitung. Im Bereich der Landwirtschaft wird seit der Wende fast ausschließlich Pflanzenbau betrieben. Auch heute ist die Landwirtschaft noch stark vertreten, 2006 gab es in Kölleda 25 landwirtschaftliche Betriebe, die eine Fläche von 33,03 km² bewirtschafteten.
In der Stadt Kölleda und ihren Ortsteilen sind circa 175 kleinere und mittelständische Unternehmen registriert und vorwiegend in den oben genannten Branchen tätig. Zunehmende Bedeutung haben in den letzten Jahren die Zweige Elektrotechnik/Elektronik und die Metallverarbeitung erlangt. In diesen Branchen wurden auf dem Gewerbegebiet Kölleda-Kiebitzhöhe seit 1995 zahlreiche Unternehmensinvestitionen getätigt.
Das Gewerbegebiet Kölleda-Kiebitzhöhe hat eine Nettofläche von 101,94 ha, davon freie Fläche sind 27,84 ha. Die dort angesiedelte Industrie besitzt 65,19 ha mit einer freien Fläche von 8,09 ha.
Die Arbeitsmarktsituation ist vergleichbar mit der Gesamtthüringens, die Arbeitslosenquote liegt um 16 %. Nach Angaben der Bundesagentur für Arbeit gab es in Kölleda im Juli 2006 599 Arbeitslose.
Im Jahr 2006 gab es in Kölleda insgesamt elf Betriebe und Unternehmen im verarbeitenden Gewerbe mit mehr als 20 Mitarbeitern. Diese beschäftigten 1420 Mitarbeiter zu einem Bruttojahresgehalt von 36.054 € bei einem Umsatz von insgesamt 245,5 Millionen Euro. Im Jahr 2010 wurden in Kölleda 38 Gewerbe an- und 33 Gewerbe abgemeldet. Der Gewerbesteuerhebesatz lag 2010 bei 330 %. Der Schuldenstand lag 2009 bei 5,5 Millionen Euro oder 994 Euro pro Einwohner.

### Verkehr

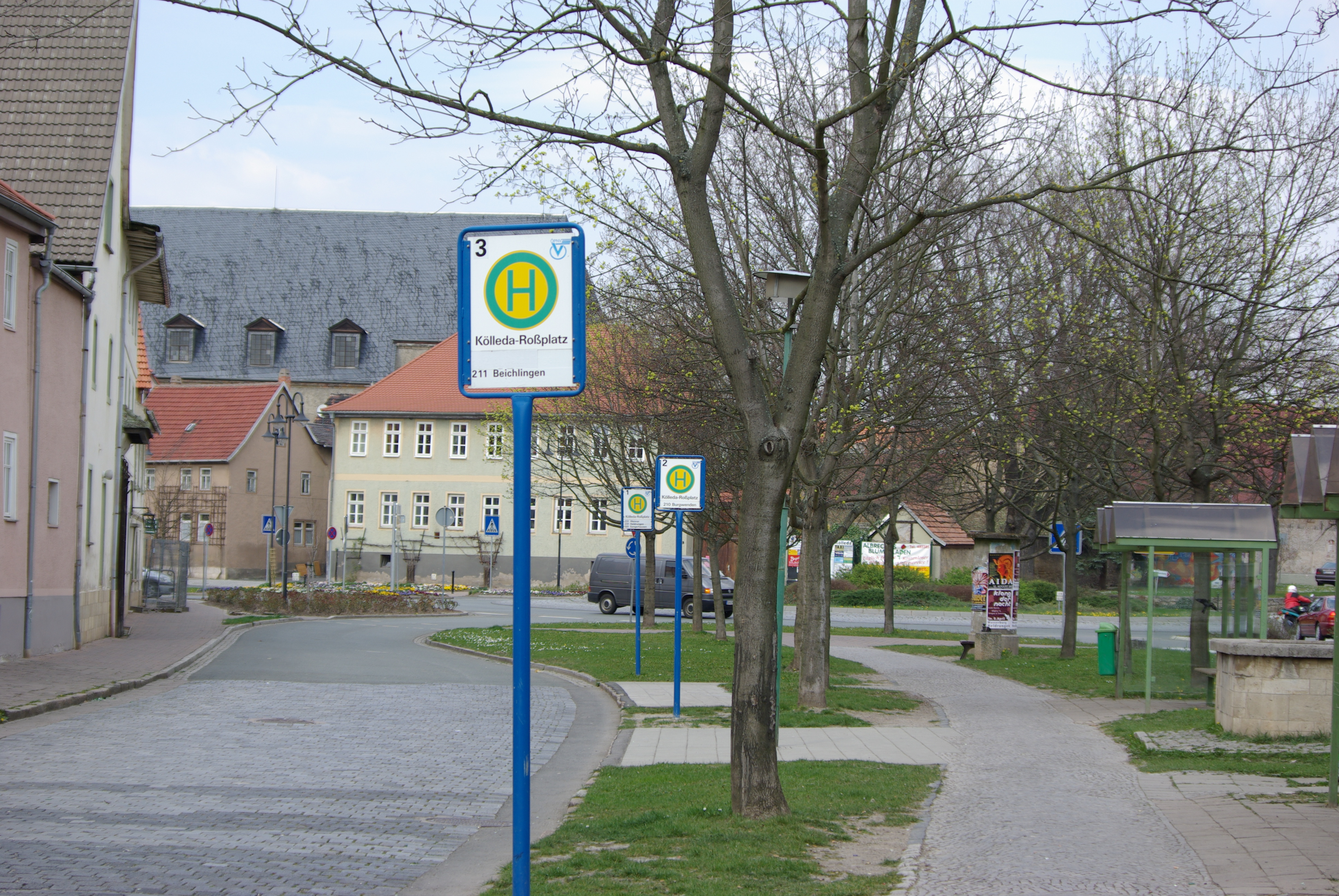
Busbahnhof von Kölleda, vor Umbau 2015

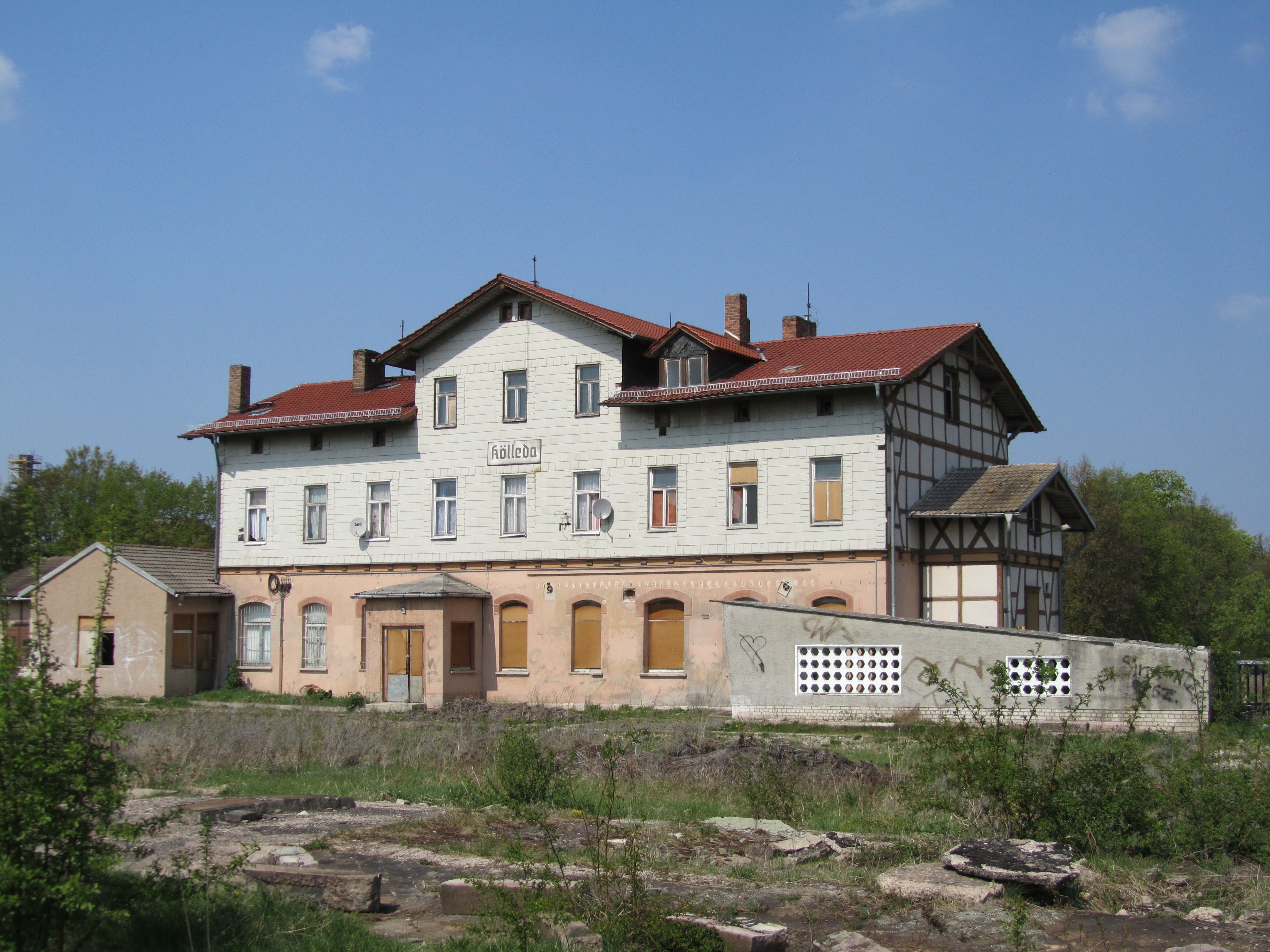
Das Bahnhofsgebäude der Stadt

Den Busverkehr der Stadt regelt die Verwaltungsgesellschaft des ÖPNV Sömmerda, sie ist ein Unternehmen des Landkreise Sömmerda. In Kölleda fahren die Linien 208, 210, 211, 212, 215, 231, 242 und 277. Es gibt Busverbindung nach Sömmerda, Buttstädt, Weimar und Erfurt.
Kölleda ist durch die Bundesstraßen 85 und 176 an das Fernstraßennetz angeschlossen. Seit Dezember 2002 ist Kölleda auch über die Bundesautobahn 71/AS Sömmerda-Ost erreichbar. Die AS Kölleda der A71 wurde am 3. September 2015 freigegeben.
Durch den Bahnhof Kölleda sowie den Haltepunkt Kiebitzhöhe an der Pfefferminzbahn ist die Stadt Kölleda an das regionale und überregionale Schienennetz des Landes angebunden. Zweistündlich verkehren Regionalbahnen der Linie EB 27 der Erfurter Bahn nach Sömmerda sowie Buttstädt. Vom Bahnhof Kölleda führt ein separates Industriegleis auf das Gewerbe- und Industriegebiet der Stadt.
Die Stadt Kölleda verfügt über einen Verkehrslandeplatz (Sömerda-Dermsdorf, EDBS) mit einer zulässigen Lande- und Startmasse von 5,8 Tonnen, der zwischen Kölleda und Dermsdorf liegt und über einen Tower und eine ausgebaute Graslandepiste verfügt. Der Verkehrslandeplatz wird durch Flugservice Sömmerda GmbH betrieben. Der nächste große Flughafen ist der Erfurter Flughafen (EDDE) in 37 km Entfernung.

### Medien
Auflagenstärkste Zeitung in Kölleda ist die Thüringer Allgemeine mit Lokalteil Sömmerda. Mit einer Auflage von 4.350 Exemplaren erscheint in der Regel einmal monatlich das kostenlose Amtsblatt der Verwaltungsgemeinschaft Kölleda, der Cölledaer Anzeiger.

### Ansässige Unternehmen

Logo Daimler AG

Größter Arbeitgeber Kölledas ist die zum Geschäftsfeld Mercedes-Benz Cars der Daimler AG gehörende MDC Power GmbH, die verschiedene Verbrennungsmotoren für Mercedes-Benz-Fahrzeuge herstellt. Nach der Fusion von Daimler-Benz und Chrysler zu DaimlerChrysler im Jahr 1998 fertigte das Ende 2003 eröffnete Werk auch Motoren für Mitsubishi. Die Drei- und Vierzylinder-Ottomotoren in den Hubraumklassen 1,1, 1,3 und 1,5 Liter mit einer Leistungsspanne von 55 bis 80 Kilowatt wurden in die Mitsubishi Colt für den europäischen und japanischen Markt sowie in einige asiatische Varianten des Mitsubishi Lancer eingebaut und bis Mitte 2006 auch für den Smart Forfour und das Colt Cabrio produziert.
| Jahr | Beschäftigte | gebaute Motoren |
| ---- | ------------ | --------------- |
| 2009 | 306          | 238.414         |
| 2010 | 399          | 351.421         |
| 2011 | 530          | 474.010         |
| 2012 | 778          | 638.067         |
| 2013 | 914          | 795.733         |
| 2014 | 1.074        | 865.651         |

Die Entwicklungsverantwortung des Motors lag in den Händen der Mitsubishi Motors Corporation, während die Produktionsplanung und -gestaltung vorrangig von einem DaimlerChrysler-Projektteam betreut wurde. Neben der mechanischen Fertigung des Kurbelgehäuses und des Zylinderkopfs erfolgte im Werk Kölleda auch die komplette Montage sowie die Prüfung der Motoren.
Seit Juli 2006 ist DaimlerChrysler (Firma seit Oktober 2007: Daimler AG) alleiniger Eigentümer. Die Produktion des Dreizylinder-Dieselmotors OM 660 für den Smart Fortwo wurde 2007 vom Werk Berlin nach Kölleda verlagert und endete 2013. Seit August 2008 läuft bei MDC Power der Vierzylinder-Dieselmotor OM 651 für die Daimler AG und Drittabnehmer vom Band. Der Vierzylinder-Ottomotor M 270 für die aktuelle A- und B-Klasse sowie die CLA- und GLA-Modelle ist seit 2011 in der Fertigung. Der M 133 für die AMG-Modelle von A-Klasse, CLA und GLA wird dort ebenfalls nach dem AMG-Prinzip „One man – one engine“ (Ein Mann, ein Motor) gebaut. Aktuell wird die Produktionsfläche in etwa verdoppelt, um eine neue Generation von Vierzylinder-Dieselmotoren ab 2015 herstellen zu können.

Logo der funkwerk AG

Mit etwa 350 Arbeitnehmern ist die Funkwerk AG ein weiterer wichtiger Arbeitgeber. Auf dem Gelände des ehemaligen Fliegerhorsts der Luftwaffe wurde am 2. Oktober 1945 die Genossenschaft mbH gegründet, die später unter dem Namen NEUTROWERK operierte. Zu Beginn wurde Mangelware wie z. B. Kochtöpfe und Lampen aus Resten von Flugzeugmaterialien hergestellt, später folgten einfache Radios. 1946 wurden hier bereits 240 Arbeitskräfte beschäftigt. Am 1. Oktober 1948 folgte die Wandlung in den VEB Funkwerk Kölleda, der zum RFT-Warenzeichenverband gehörte. Die Radioproduktion endete zu Gunsten von Kommunikations- und Nachrichtentechnik. Das Produktionssortiment war breit gefächert, zum Beispiel wurden Verstärkeranlagen, Wechselsprechanlagen, Zugfunktechnik und Hörgeräte produziert. Der Betrieb entwickelte sich in seiner über 40-jährigen DDR-Geschichte mit bis zu 1770 Beschäftigten zum zweitgrößten Betrieb des Kreises Sömmerda und wichtigsten Arbeitgeber der Stadt. Zahlreiche Produktionshallen und Gebäude entstanden. Das Betriebsgelände erweiterte sich auf circa zwölf Hektar. Als die Technik nach der Wende 1989 auf dem internationalen Markt nicht mehr konkurrenzfähig war, folgte die Umwandlung zur Hörmann Funkwerk Kölleda GmbH. Heute ist die Hörmann Funkwerk Kölleda GmbH Weltmarktführer in Zugfunkausrüstungen.
Größter Vermieter in Kölleda ist die 1990 gegründete Wohnungsbau- und Wohnungsverwaltungsgesellschaft mbH Kölleda, sie verwaltet gegenwärtig 1063 Verwaltungseinheiten (Eigen- und Fremdbestände). Gesellschafter sind die Stadt Kölleda und die Gemeinde Großneuhausen.
In Kölleda gab es die Kreissparkasse Kölleda.

### Ver- und Entsorgungseinrichtungen
Die Versorgung mit elektrischer Energie erfolgt über ein 110-KV-Umspannwerk. Eine Hochdruckleitung DN 100 PN 16 aus Stahl stellt die Gasversorgung der Stadt sicher. Die Trinkwasserversorgung erfolgt über einen Anschluss an eine Fernwasserleitung sowie an eine eigene Brunnenversorgung. Das Abwasser wird der zentralen Kläranlage zugeführt. Die Abfallentsorgung von Kölleda ist angeschlossen an die Abfallentsorgung des Landkreises Sömmerda.

### Bildungseinrichtungen

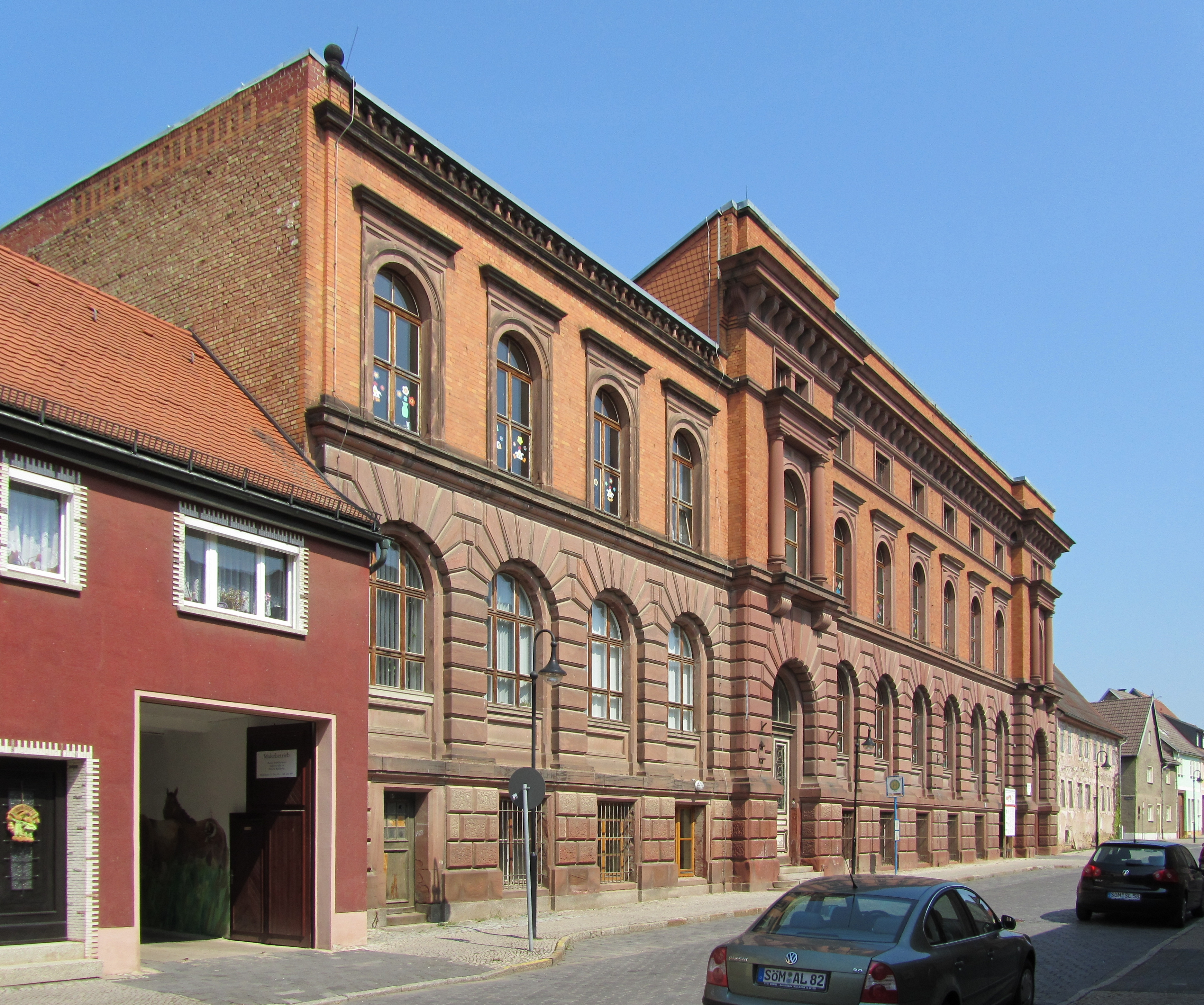
Wippertus-Grundschule

In Kölleda gibt es drei Schulen, die staatliche Grundschule Wippertus, die staatliche Regelschule Friedrich Ludwig Jahn (ehem. Polytechnische Oberschule Friedrich Ludwig Jahn) und das staatliche Gymnasium Professor Fritz Hofmann (ehem. Allgemeinbildende Polytechnische Oberschule August Bebel).
Am 2. Mai 1991 wurde die Berufliche Bildungsstätte BfB Kölleda GmbH gegründet. Diese private Ausbildungsstätte ging aus der ehemaligen Betriebsschule des Funkwerkes hervor. Das Ausbildungsangebot umfasst Berufsfelder wie Bau/Hochbau, Farben und Raumgestaltung, Informationstechnologie, Elektro, Holz, Hauswirtschaft, Garten- und Landschaftspflege, Metall sowie Wirtschaft und Verwaltung.
Die Stadtbibliothek Kölleda befindet sich seit 1993 im ehemaligen städtischen Wannenbad der Otto-Feistkorn-Stiftung. Hinter der historischen Fassade befinden sich etwa 18.000 Medien aller Genre. Seit 1993 gibt es viermal jährlich einen Bibliotheksabend mit einem kulturellen Rahmenprogramm.

## Persönlichkeiten

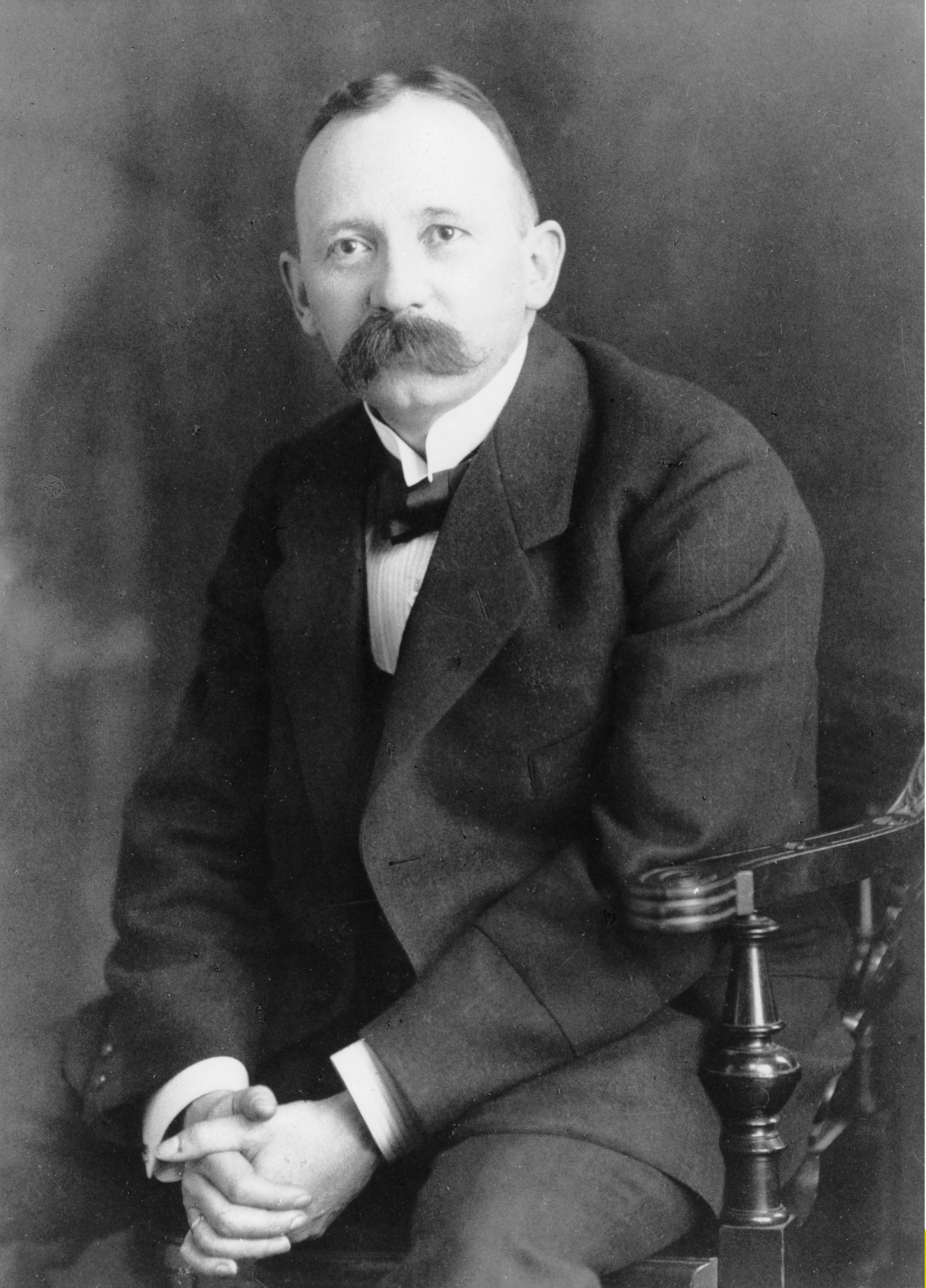
Fritz Hofmann

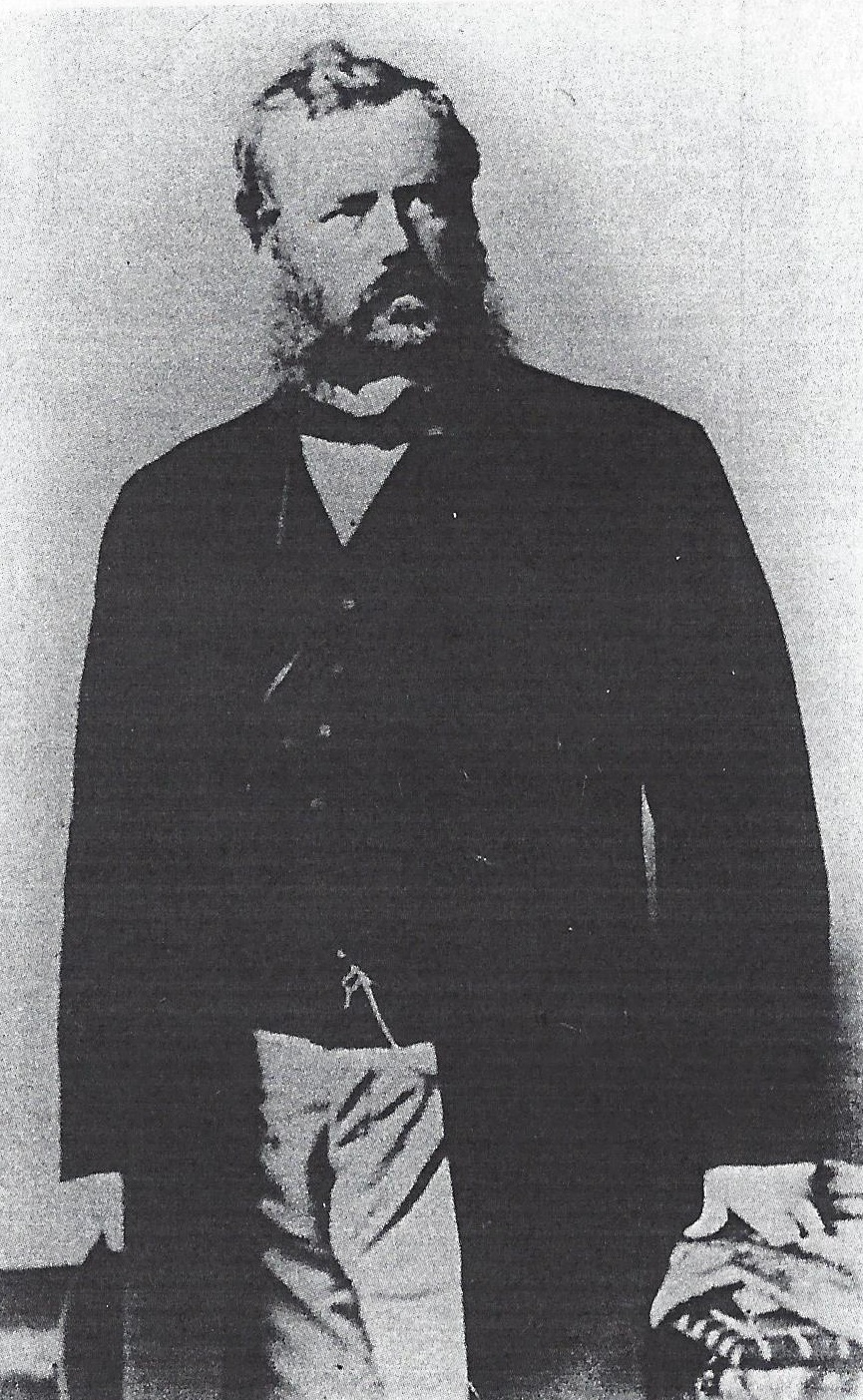
Lothar von Wurmb

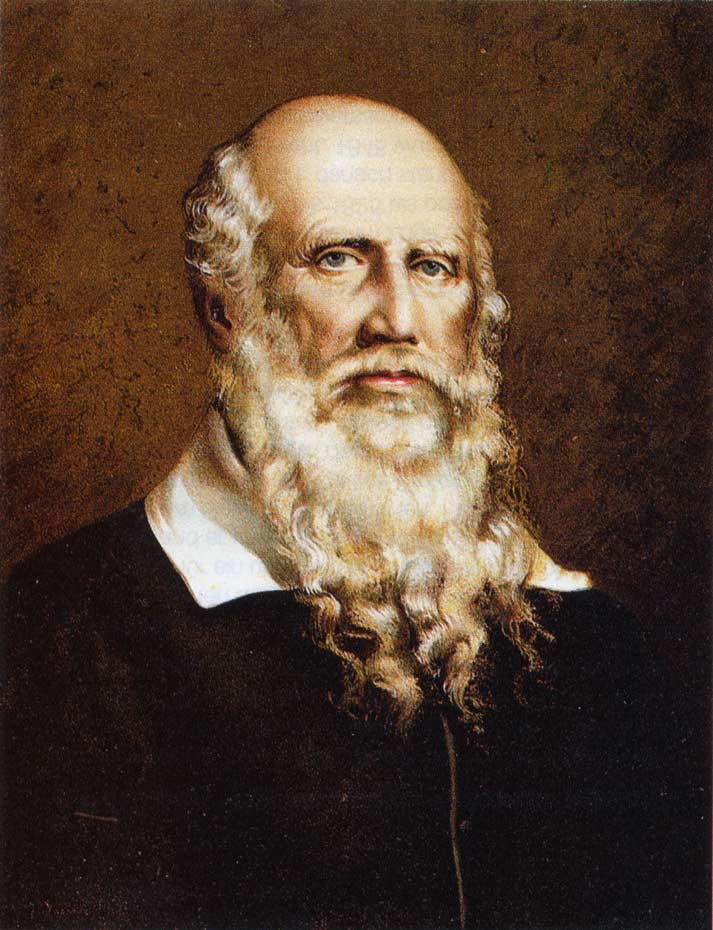
Friedrich Ludwig Jahn

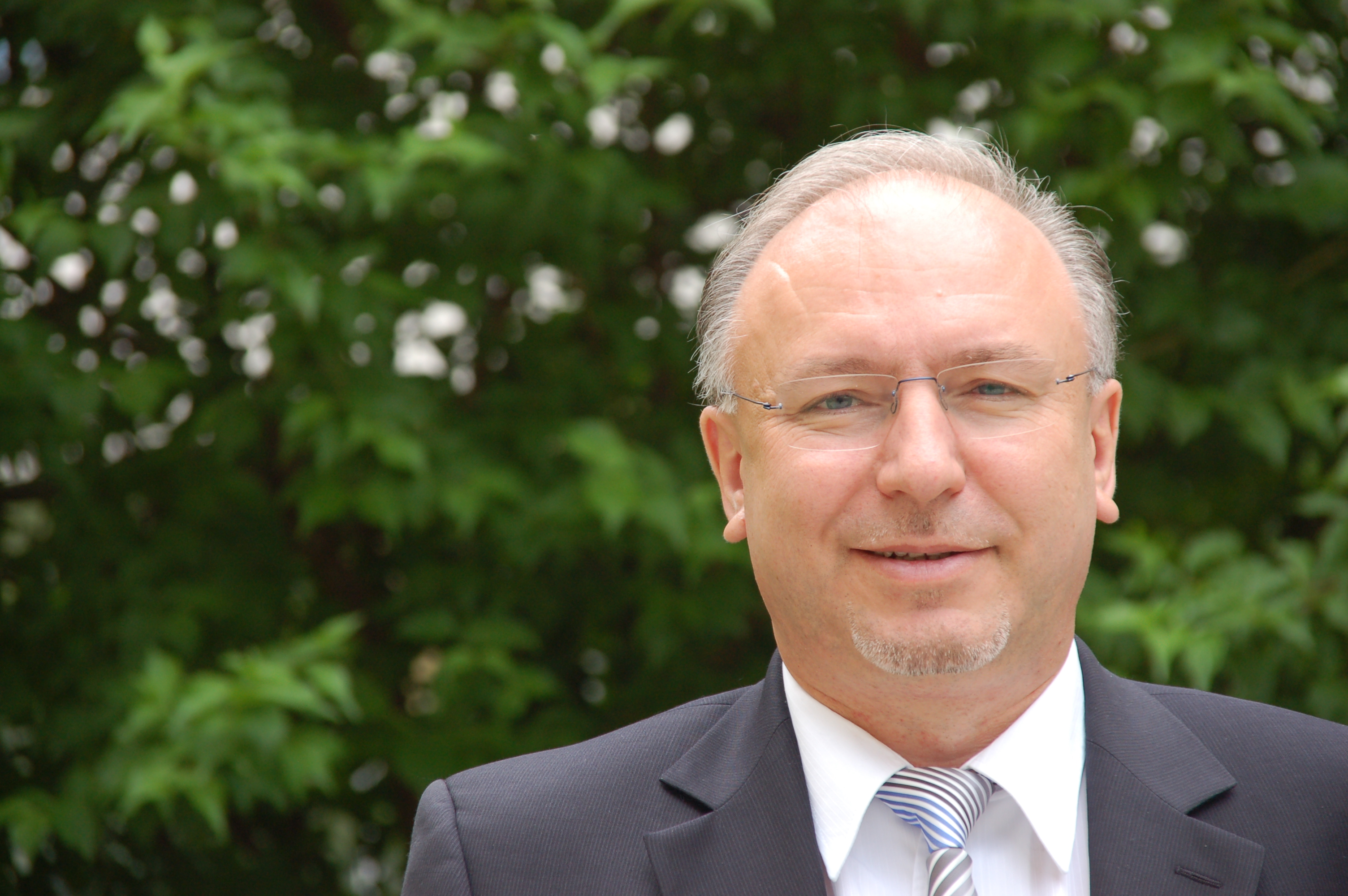
Ralf Hauboldt, Bürgermeister der Stadt Sömmerda seit 2012

### Ehrenbürger
- Otto von Bismarck (* 1. April 1815 in Schönhausen; † 30. Juli 1898 in Friedrichsruh), erster Reichskanzler des Deutschen Kaiserreichs
- Karl Feistkorn (* 20. Januar 1850; † 18. November 1923 in Kölleda), Textil-Fabrikant in Gera und Stifter des Kinderheims
- Fritz Feistkorn (* 26. Februar 1859; † 23. April 1929 in Kölleda), Textil-Fabrikant in Gera und Stifter des Kinderheims
- Fritz Hofmann (* 2. November 1866; † 29. Oktober 1956 in Hannover), Chemiker und Erfinder des synthetischen Kautschuks

### Söhne und Töchter der Stadt
- Johann Otto Hellwig (* 1654; † 1698 in Bayreuth), Ostindienreisender, Arzt, Alchemist und Autor
- Christoph von Hellwig (* 15. Juli 1663; † 27. Mai 1721 in Erfurt), Mediziner und Schöpfer des 100-jährigen Kalenders
- Johann Christian Noback (* 6. Oktober 1777; † 4. Juni 1852 in Chemnitz), handelswissenschaftlicher Schriftsteller
- Wilhelm Friedrich Riem (* 17. Dezember 1779; † 20. April 1857 in Bremen), Komponist und Dirigent
- Karl Florentin Leidenfrost (* 11. Mai 1783; † 24. März 1834 in Weimar), Gymnasiallehrer, Übersetzer und Biograph
- Johann Trabert (* 11. Januar 1784; † 5. Juli 1865 in Rausche), Theologe und Politiker
- Karl August Noback (* 18. Juni 1810; † 1. Februar 1870 in Prag), handelswissenschaftlicher Schriftsteller
- Oskar von Sperling (* 31. Januar 1814; † 1. Mai 1872 in Dresden), preußischer Generalmajor
- Lothar von Wurmb (* 30. Januar 1824; † 28. Juli 1890 in Wiesbaden), Polizeipräsident von Berlin und Regierungspräsident von Wiesbaden
- Franz Benedikt Wolf (* 30. September 1825; † 12. Februar 1904 in Bonn), königlich preußischer Generalmajor
- Friedrich Gerhardt (* 1. November 1826; † 25. April 1922 in Merseburg), Orgelbauer
- Ernst Schäfer (* 30. November 1830; † 12. Januar 1899 in Neuemühle bei Kassel), deutscher Beamter und Politiker
- Emma Lauter (* 31. August 1838; † 26. Oktober 1926 in Weißenfels), Schriftstellerin
- Paul Kalkoff (* 17. August 1858; † 11. Mai 1928 in Breslau), Reformationshistoriker
- Otto Straßburg (* 1862; † 1941 in Görlitz), Textilkaufmann in Görlitz
- Kurt Bornitz (* 8. Februar 1899; † im Januar 1945), evangelischer Pfarrer und Gegner des Nationalsozialismus
- Ernst-Friedemann von Münchhausen der Jüngere (* 7. Januar 1906; † 16. März 2002 in Düsseldorf), Staatssekretär im Justizministerium von Nordrhein-Westfalen
- Richard Groschopp (* 19. Februar 1906; † 8. Juli 1996 in Kleinmachnow bei Berlin), Regisseur und Kameramann
- Walter Schunack (* 21. März 1935; † 6. April 2011), Pharmazeut und Mediziner
- Walter Kittel (* 21. November 1942; † 18. Oktober 1965 in Berlin), Todesopfer an der Berliner Mauer
- Hans-Joachim Kanzler (* 1946), Vorsitzender Richter am Bundesfinanzhof, Honorarprofessor an der Leibniz Universität Hannover
- Brigitte Fugmann (* 3. Mai 1948; † 8. Oktober 1992), Malerin und Grafikerin
- Frank Boblenz (* 24. November 1957), Archivar und Historiker (thüringische Geschichte)
- Ralf Hauboldt (* 7. Februar 1961), Politiker (Die Linke), Bürgermeister der Stadt Sömmerda seit 2012
- Torsten Czuppon (* 1966), Polizist und AfD-Politiker
- Frank Nürnberger (* 23. März 1971), Jurist und politischer Beamter
- Christina Sperlich (* 2001), Radsportlerin

### Persönlichkeiten, die mit der Stadt in Verbindung stehen
- Johann Christian Ernesti (1695–1769), Diakon in Kölleda
- Louise Brachmann (1777–1822), Schriftstellerin, lebte kurzzeitig in Kölleda
- Friedrich Ludwig Jahn (1778–1852), auch „Turnvater Jahn“ genannt, lebte von 1828 bis 1835 in Kölleda
- Otto Freiherr von Münchhausen (1802–1869), preußischer Landrat des Kreises Eckartsberga und Rittergutsbesitzer, starb hier
- Ludwig Karl von Schlotheim (1818–1889), preußischer General der Kavallerie, trat 1835 in das Thüringische Husaren-Regiment Nr. 12 in Kölleda ein
- Albert Traeger (1830–1912), Politiker und Poet, arbeitete von 1862 bis 1875 als Rechtsanwalt und Notar in Kölleda
- Ernst Uhsemann (1882–1945), Heimatforscher und Rektor, arbeitete als Lehrer in Kölleda
- Hugo Launicke (1909–1975), Widerstandskämpfer gegen den Nationalsozialismus und später SED-Politiker, war Kreissekretär im Kreis Kölleda
- Hans-Reinhard Koch (1929–2018), Weihbischof im Bistum Erfurt, wurde 1959 Pfarrkurat in Kölleda

## Sonstiges

### Pfefferminze und Kölleda

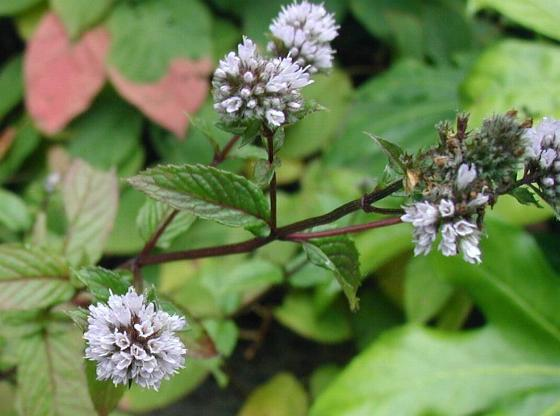
Pfefferminze

Kölleda ist die Pfefferminzstadt, auch wenn heute die Anbaufläche der aromatischen Minze nicht mehr sehr groß ist. Dafür erlebt sie als Werbeträger für Kölleda eine Wiedergeburt. Im März des Jahres 1999 präsentierte die Stadt ihren Riesen-Teebeutel, gefüllt mit 15 Kilogramm Pfefferminze, am Rathaus und schaffte damit den Eintrag in das Guinness-Buch der Rekorde.
Auf dem Pfefferminzbeet im Museumsgarten des Heimatmuseums, das am 14. August 1999 anlässlich des 125-jährigen Bestehens der Pfefferminzbahn angelegt wurde, sind folgende Pflanzen zu sehen: Kölledaer Pfefferminze, Thüringer Pfefferminze, Russische Pfefferminze, Apfel-Minze und Kriechende Poleiminze als Unterpflanzung. In Kölleda wird alle zwei Jahre eine Pfefferminzprinzessin gekürt.

### Film: Willkommen in Kölleda
Die Pfefferminzstadt Kölleda lieferte den Stoff für die Fernsehkomödie Willkommen in Kölleda, die am 1. Mai 2012 auf Das Erste ausgestrahlt wurde. Kritiker bemängelten, dass Kölleda selbst nicht Schauplatz des Films war, sondern dass der Großteil in Tiefengruben, welches als idealisiertes Kölleda diente, gedreht wurde. Der Wohnort allerdings hatte zwei Drehorte. Die Wohnung selbst war in Möbisburg, die Töpfermühle und der Hof befinden sich in Troistedt.

### Ludwig Bechstein über Kölleda
Der deutsche Schriftsteller Ludwig Bechstein beschrieb Kölleda in seinem Buch Wanderungen durch Thüringen wie folgt:

„An dem alten Herrensitz ehemaliger Landesgebieter, denen die ganze güldne Aue unterworfen war, dem Schlosse Beichlingen vorbei, ging nun nach Cölleda die Fahrt. Dieses Städtchen, scherzweise Kuhkölln genannt, litt sehr oft durch Brand, und gewährt durch neuen Aufbau einen freundlichen Anblick. Den Scherznamen hat es von der mit bestem Erfolge betriebenen Viehzucht, zu welcher, neben Ackerbebauung, Landesart und Lage sich trefflich eignen. Gärten und Obstbaumanlagen und weithingedehnte Triften mit weidenden Heerden gaben ein befriedigendes Bild ländlichen Friedens und gesegneten bürger- und bäuerlichen Wohlstandes, konnten aber zu langem Aufenthalte nicht einladen.“

### Mundart
Kölleda liegt im Verbreitungsbereich der zentralthüringischen Mundart, die zu den thüringisch-obersächsischen Mundarten zählt.